# Karstquellenweg
Der Karstquellenweg bei Oberkochen im Ostalbkreis und Königsbronn im Landkreis Heidenheim ist ein knapp 30 Kilometer langer Naturlehrpfad in Baden-Württemberg, der durch die aneinander grenzenden Quellgebiete von Kocher und Brenz führt.

## Entstehungsgeschichte

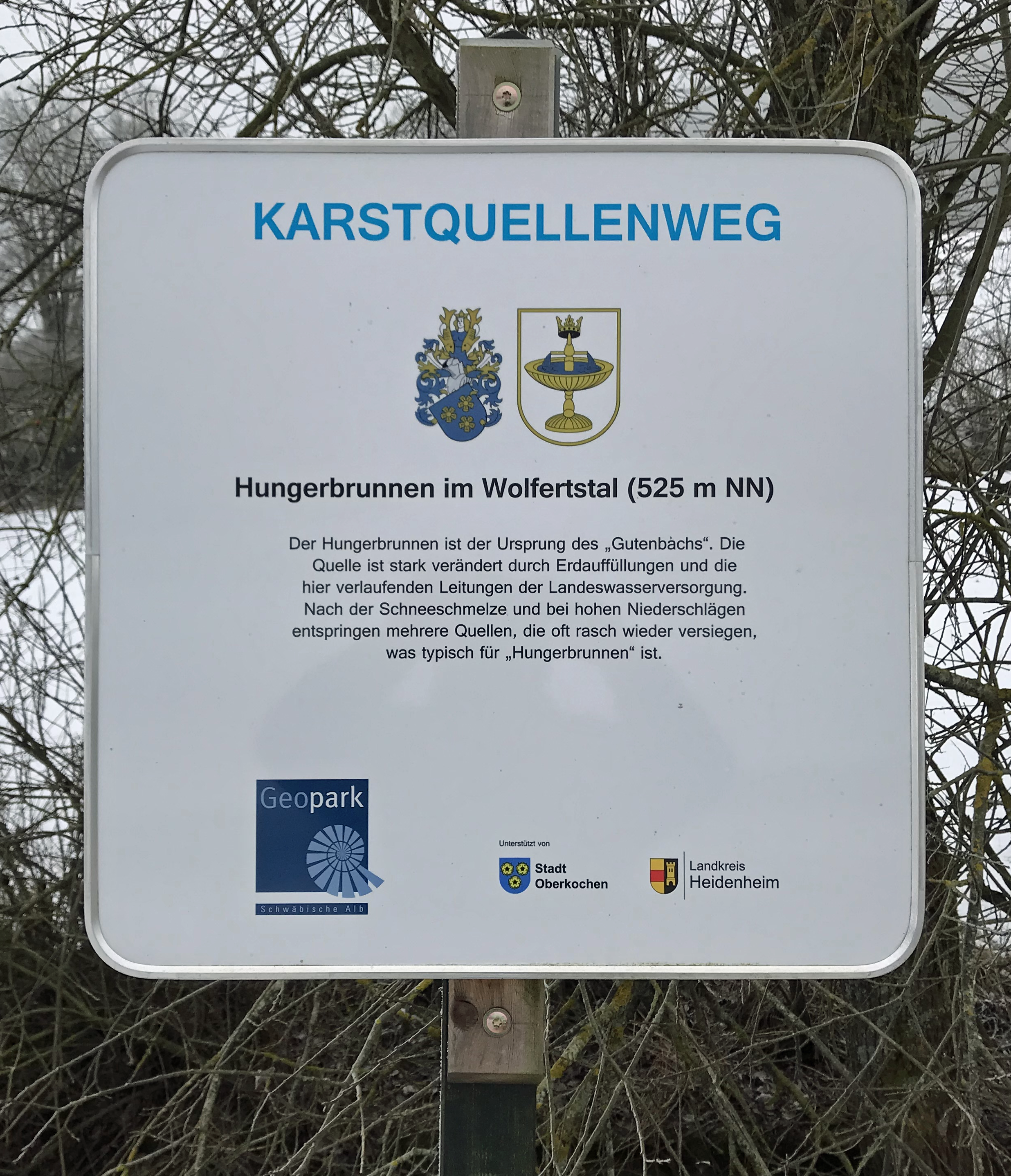
Karstquellenweg – Infotafel am Hungerbrunnen (Station 8)

Der Weg entstand auf Initiative der Stadt Oberkochen und der Gemeinde Königsbronn, um einen Lehrpfad zur Trinkwassergewinnung und -versorgung der Ostalb einzurichten und die verschiedenen Quellen auf ihren Gemarkungen touristisch zu erschließen. Die Ausführung der Wegplanung übernahmen das Staatliche Forstamt Oberkochen sowie der Schwäbische Albverein. Am 27. April 1989 wurde der Lehrpfad, der überwiegend mit Fördermitteln des Landes Baden-Württemberg errichtet wurde, der Öffentlichkeit übergeben. Er steht unter der Obhut des Schwäbischen Albvereins.
Die zwei ausgeschilderten Routen verbinden im oberen Kocher- und Brenztal an fünfzehn Stationen die wichtigsten Wasseraufbrüche. Sie führen über die Europäische Hauptwasserscheide hinweg, die zwischen dem Brenztopf in Königsbronn und dem Kocherursprung in Oberkochen verläuft. Die Stationen sind mit Informationstafeln beschrieben. Diese Tafeln und die kleinen Wegweiserschilder sind an dem Wappen von Oberkochen und dem Wappen von Königsbronn wiederzuerkennen. Die im Folgenden angegebenen Nummern beziehen sich auf die abgebildete Landkarte.

## Karstquellen
Karstlandschaften haben eine wasserdurchlässige Oberfläche, durch die das Wasser von Regenfällen und Schneeschmelze in unterirdische Höhlen und Gänge versickert. Von dort fließt es weiter und tritt schließlich an Karstquellen aus.
So ist es auch auf den verkarsteten Albhochflächen von Albuch und Härtsfeld, die sich im Westen und im Osten von Oberkochen und Königsbronn erheben. Dort oben gibt es fast keine Bäche oder Flüsse, weil das meiste Niederschlagswasser versickert und unten im Tal im Bereich von Kocher- und Brenzursprung in zahlreichen Karstquellen wieder zum Vorschein kommt.

## Königsbronner Route
Die Königsbronner Route ist 11,7 Kilometer lang. Ihre Stationen liegen im Quellgebiet der Brenz, deren Wasser Richtung Süden zur Donau und dann ins Schwarze Meer fließt.

### Brenztopf (1)
Die Route beginnt am Brenztopf, einer der bedeutendsten Karstquellen der Schwäbischen Alb, auf 500 m ü. NHN beim Rathaus von Königsbronn, wo sich Parkplätze befinden. Schon 1529 wurde die Quelle der Brenz zur Energiegewinnung für ein Eisenhammerwerk aufgestaut.

### Itzelberger See (2)
Über die Herwartstraße und Itzelberger Straße geht es nach Itzelberg zum Itzelberger See auf 496 m ü. NHN. Er wurde ursprünglich von den Zisterziensermönchen vom früheren Kloster Königsbronn als Fischteich angelegt. Heute ist der etwa 6,5 Hektar große Stausee ein Naherholungsgebiet. Die Vogelschutzinsel ist ein wichtiger Lebensraum für Flora und Fauna.

### Wasserwerk Itzelberg (3)
Das Hauptpumpenwerk des Zweckverbands Härtsfeld-Albuch-Wasserversorgung auf 595 m ü. NHN wurde 1892 erbaut und fördert aus drei Tiefbrunnen in der Brenzaue zwischen Königsbronn und Itzelberg sein Wasser. Das Karstwasser wird mit Hilfe einer mit Wasserkraft aus dem See gespeisten Turbine auf die Hochflächen von Härtsfeld und Albuch gepumpt und versorgt 43 Ortschaften mit über 25.000 Einwohnern mit bis zu 3000 m³ Trinkwasser pro Tag. Hier stand 1479 eine Eisenschmiede und von 1591 bis 1869 eine Blechschmiede. Der im Jahre 1991 restaurierte gusseiserne Brunnen erinnert an die Gemeinden, die 1890 den Zweckverband gründeten.

### Pfefferquelle (4)
Die Quelle des Pfeffers liegt in der Frauentalstraße hinter dem Gießereiwerk auf 505 m ü. NHN. Sie wurde vor Jahrhunderten mit einem Stauwehr zur Nutzung der Wasserkraft versehen. Unmittelbar benachbart steht einer der ältesten Industriebetriebe Deutschlands, das 1365 von Mönchen des Klosters Königsbronn gegründete ehemalige Eisenhüttenwerk.

### Leerausquelle (5)
Die Leerausquelle weiter nördlich in der Frauentalstraße liegt auf 515 m ü. NHN und führt nur nach der Schneeschmelze und starken Regenfällen Wasser. Ansonsten geht sie „leer aus“.

### Europäische Wasserscheide (6)
Die Europäische Hauptwasserscheide trennt die Einzugsgebiete vom in die Nordsee mündenden Rhein und der in das Schwarze Meer mündenden Donau. Sie verläuft 350 Meter nördlich des Seegartenhofes auf 507 m ü. NHN quer durch das Durchbruchstal der Urbrenz. Ein Schild an der Bundesstraße 19 in Fahrtrichtung Königsbronn weist auf die „Europäische Wasserscheide“ hin, es steht jedoch fast 700 Meter südlich von ihr.

### Ziegelbachquelle (15)
Bei der Ziegelhütte entspringt auf 506 m ü. NHN der Ziegelbach.  Mit Kontrastwasseruntersuchungen wurde eine Verbindung der Ziegelbachquelle mit dem etwa 2 km nordwestlich liegenden Wollenloch nachgewiesen.

### Brenztopf (1)
Zurück am Ausgangspunkt.

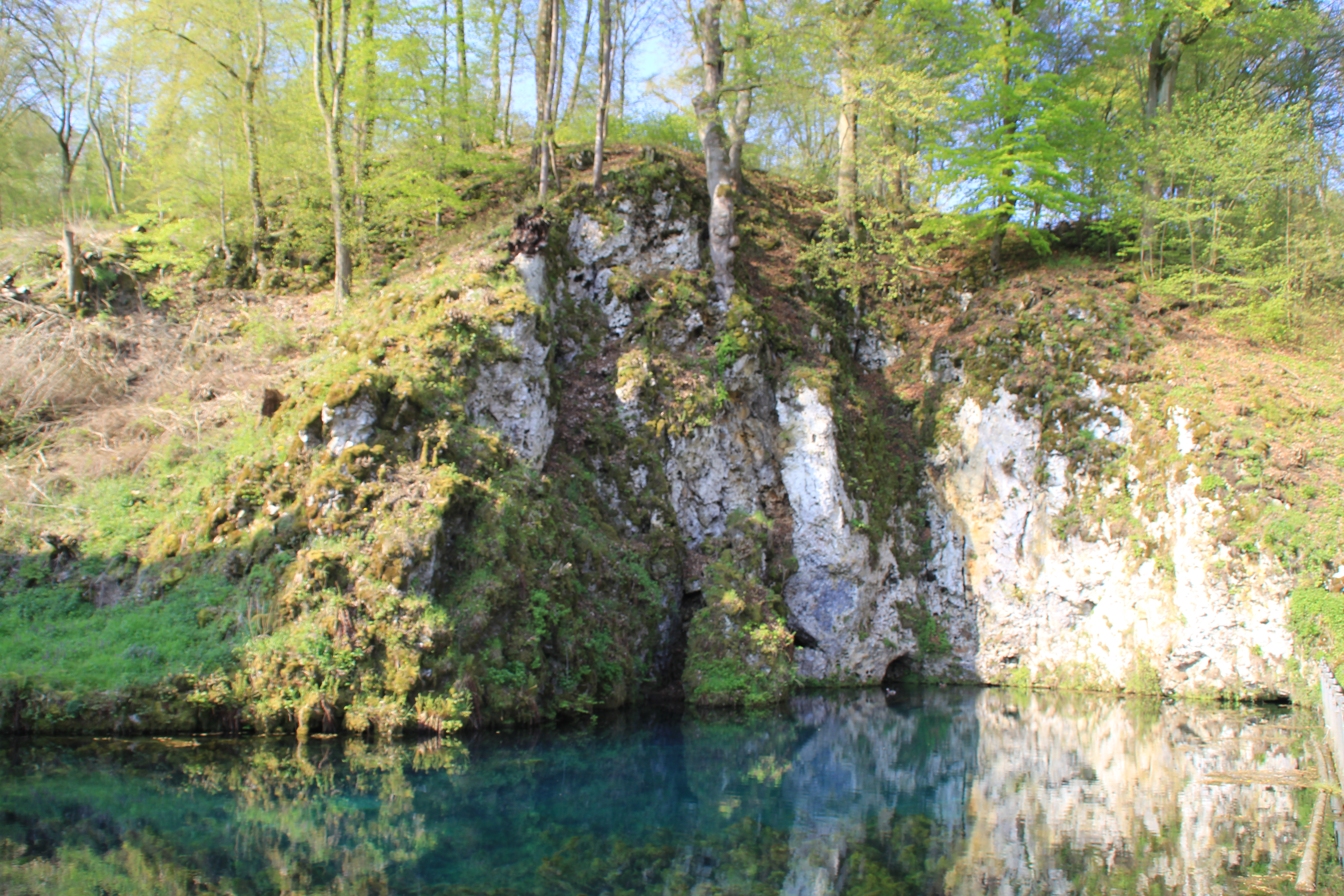
Brenztopf
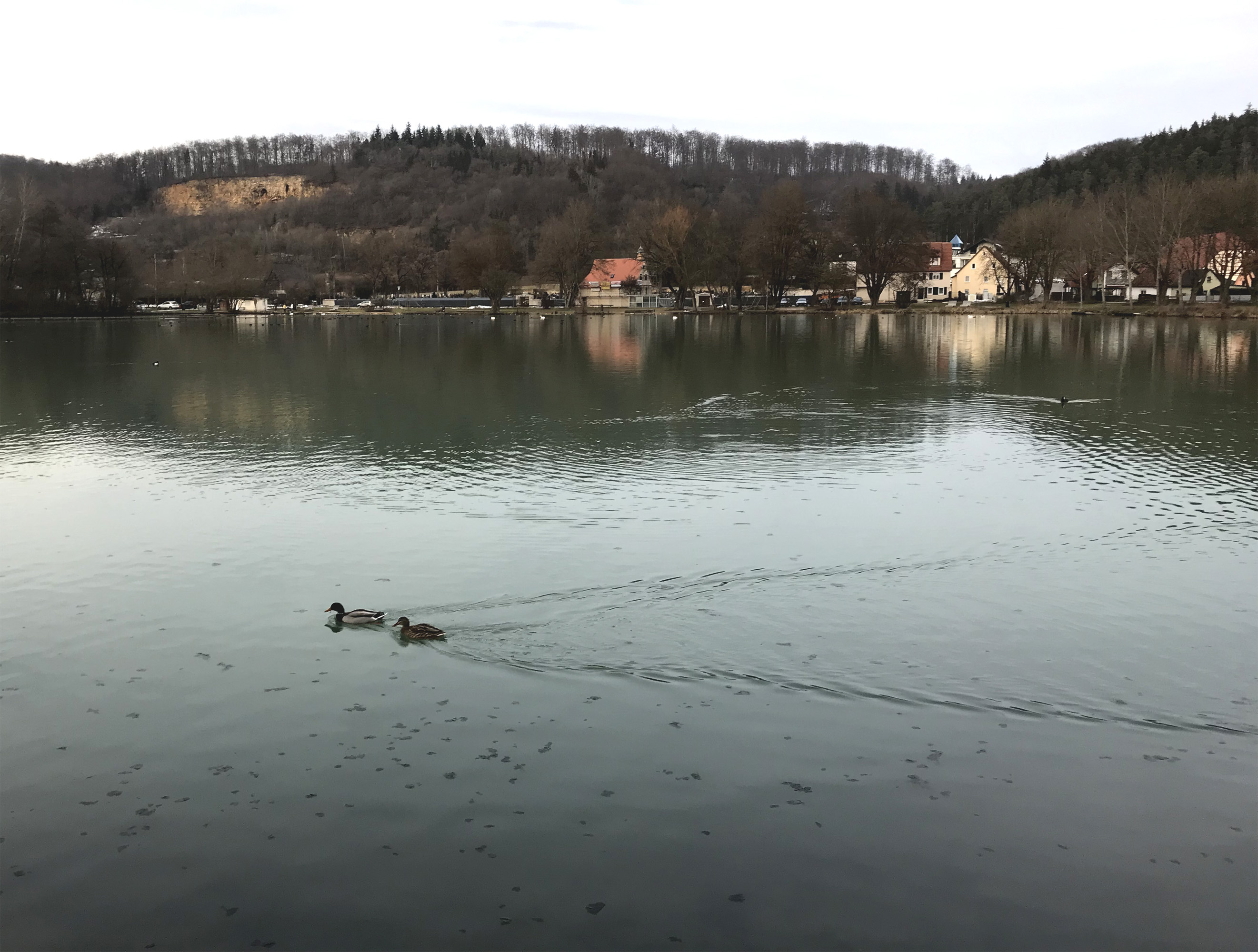
Itzelberger See
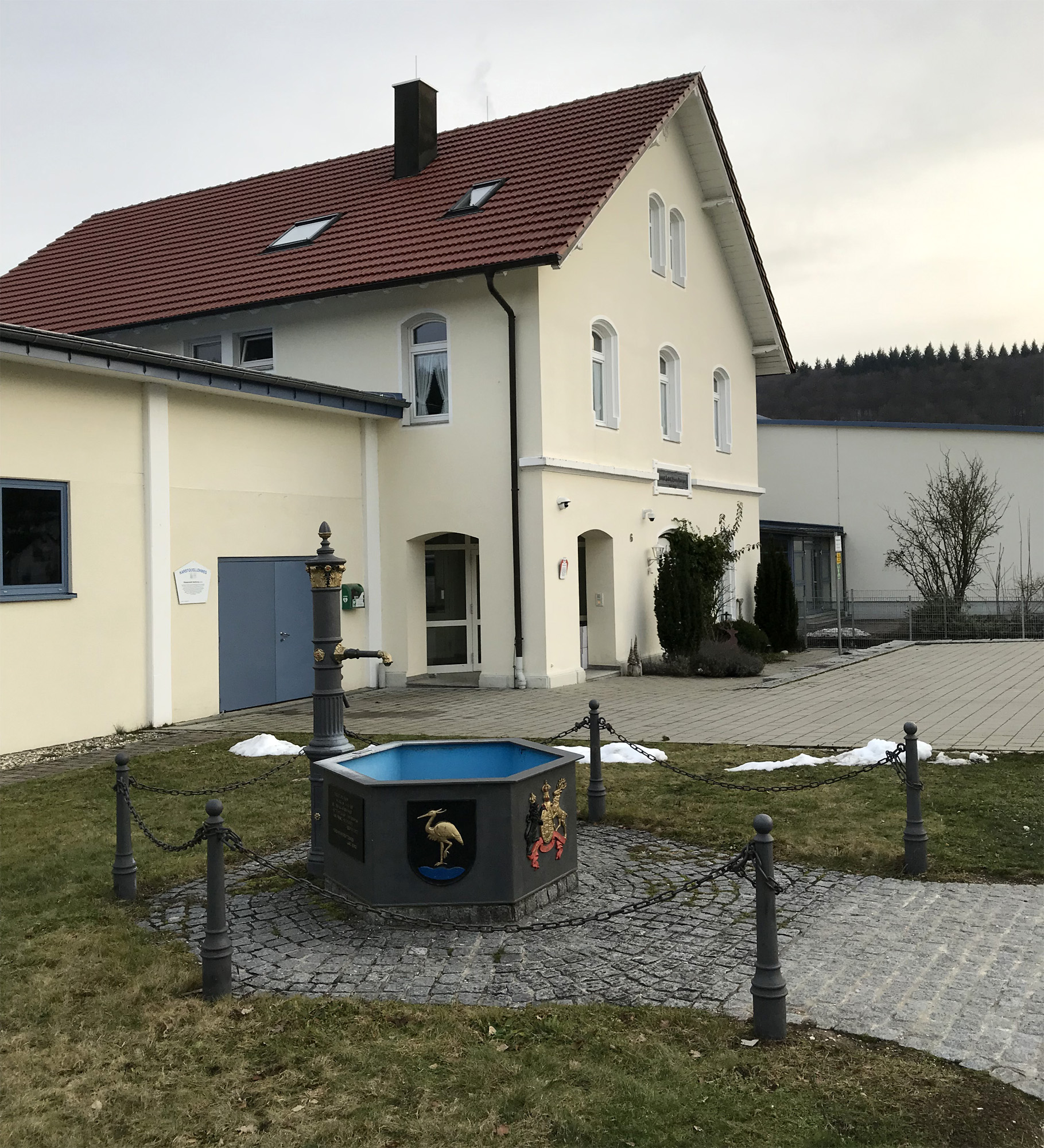
Wasserwerk Itzelberg
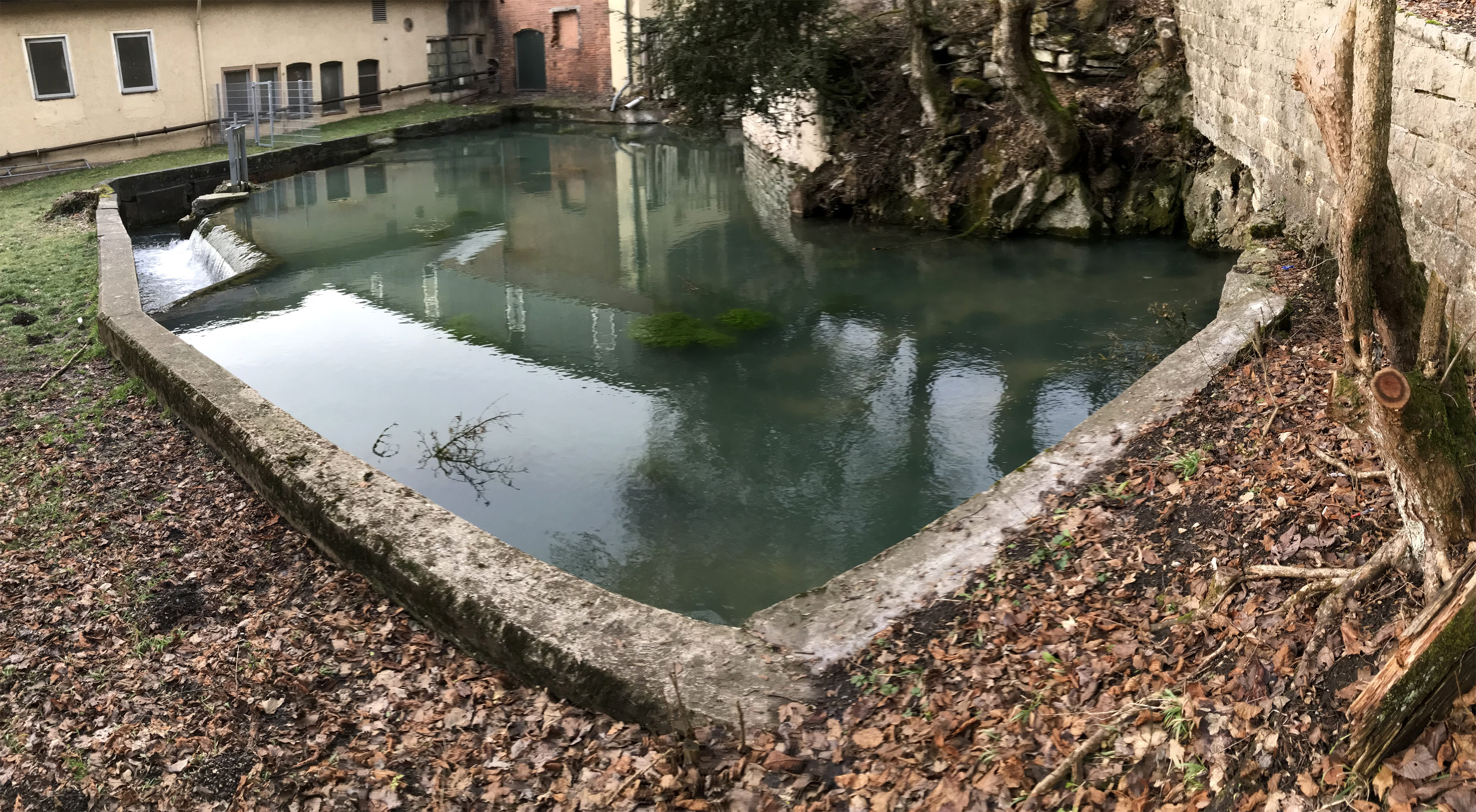
Pfefferquelle
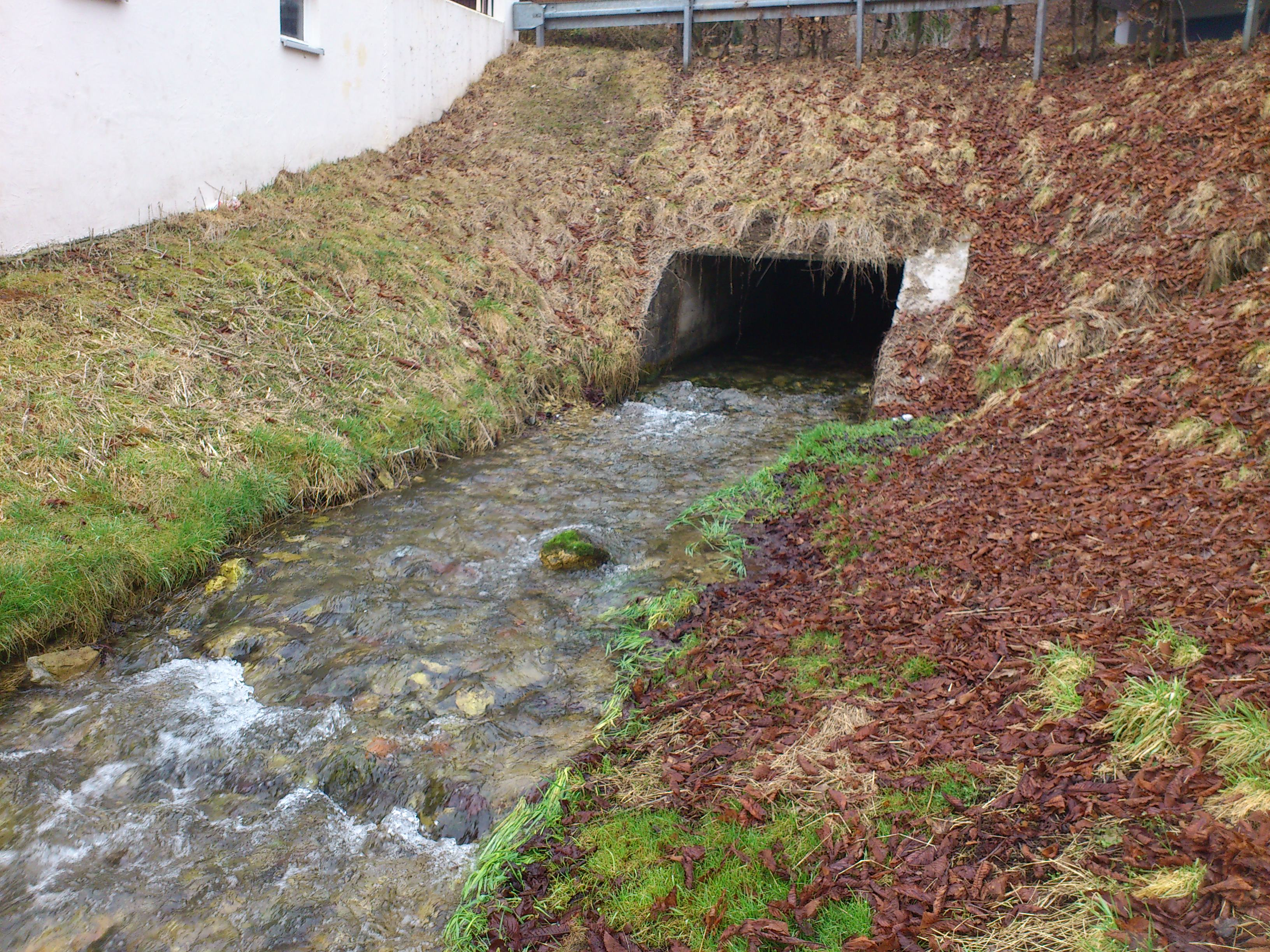
Leerausquelle
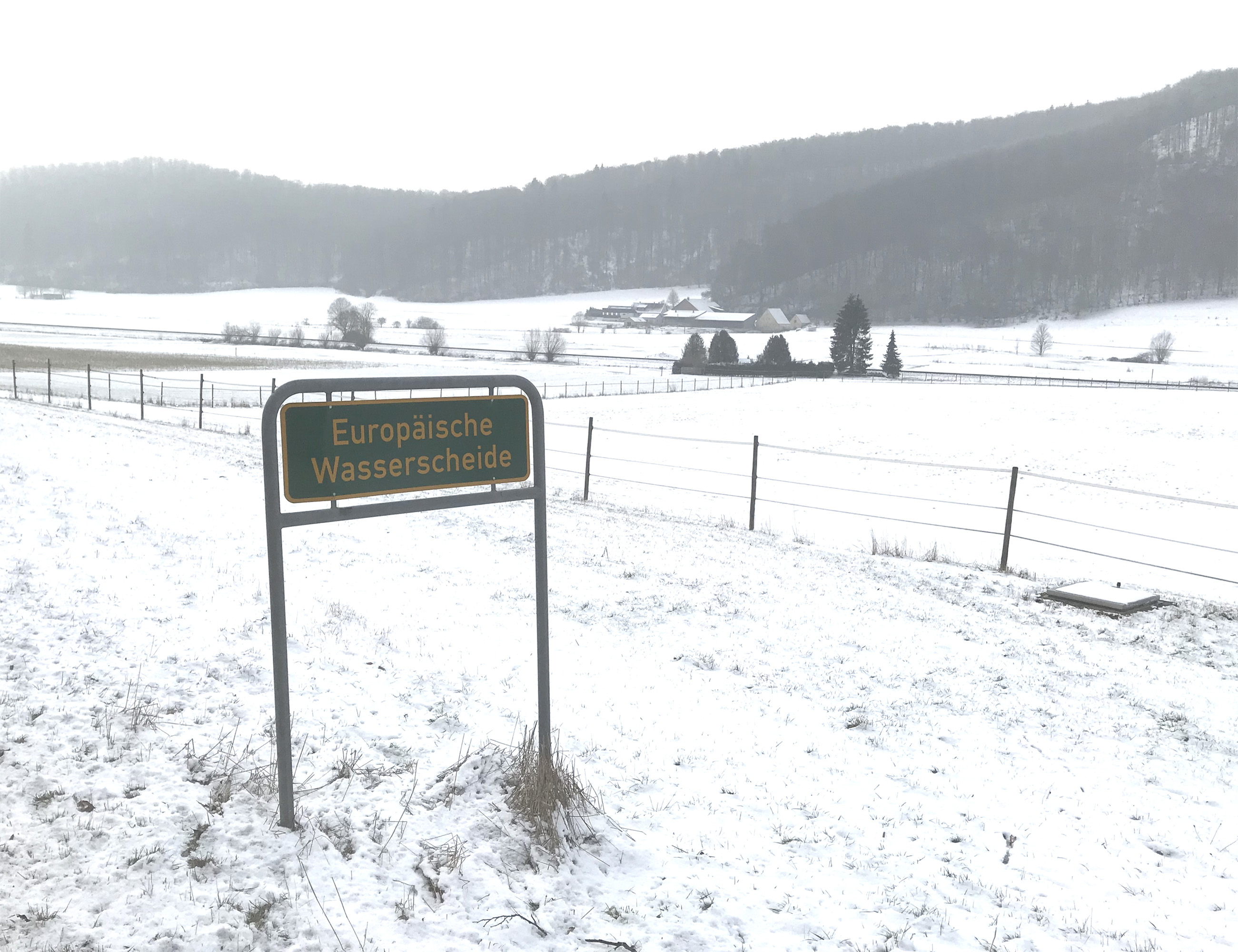
Hinweisschild auf die  Europäische Hauptwasserscheide an der Bundesstraße 19
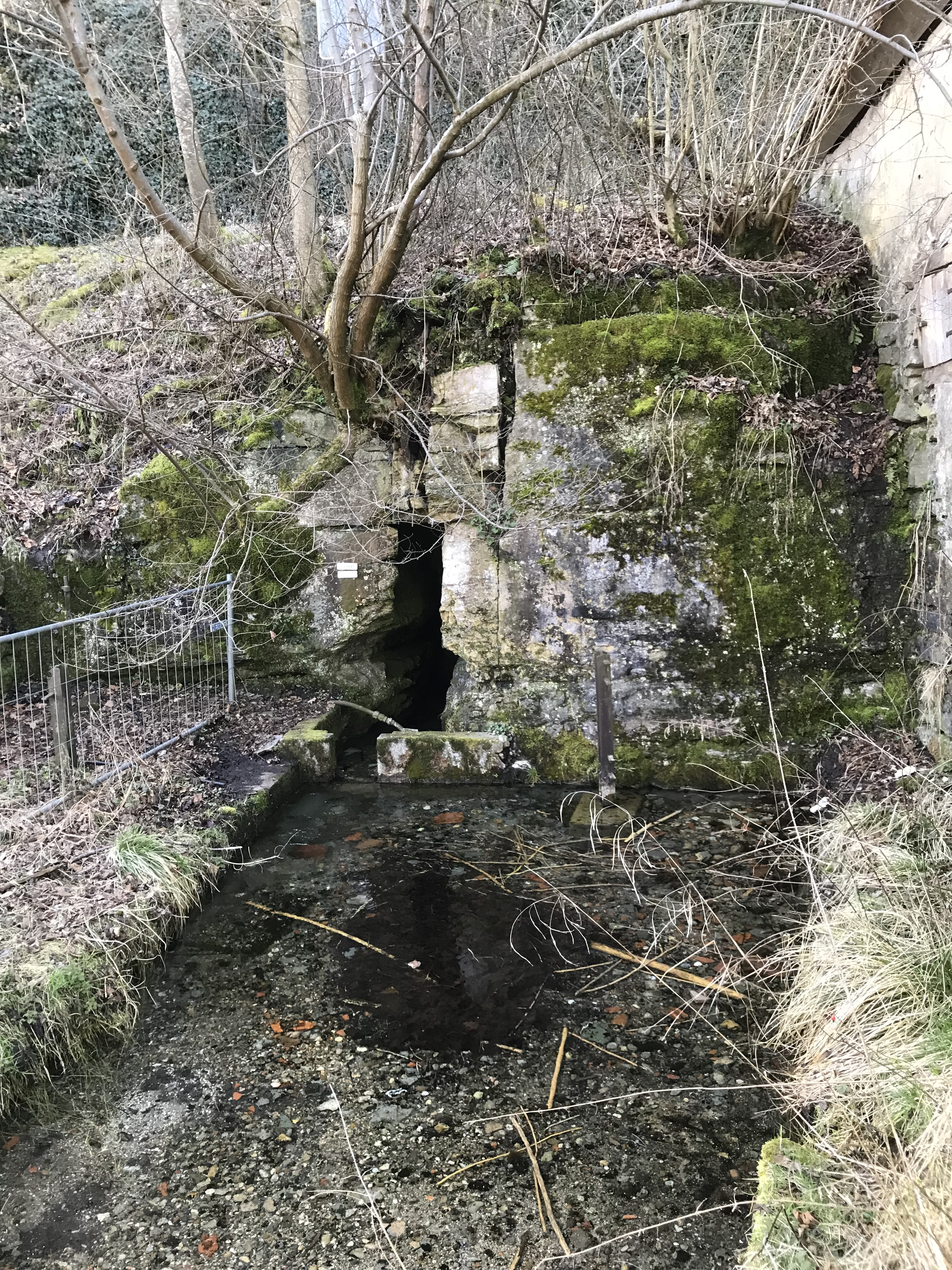
Ziegelbachquelle

## Oberkochener Route
Die Oberkochener Route ist 16,9 Kilometer lang. Ihre Stationen liegen mit Ausnahme der Ziegelbachquelle im Quellgebiet des Kochers, dessen Wasser Richtung Norden zum Neckar und dann in Rhein und Nordsee fließt.

### Kocherursprung (13)
Die Route beginnt auf 499 m ü. NHN beim Ursprung des Schwarzen Kochers südlich von Oberkochen, wo sich ein Wanderparkplatz befindet. Nach dem Dreißigjährigen Krieg gab es hier eine Schlackenwäsche. Der Name des Flusses kommt von der dunklen Farbe der Flusssohle mit früheren Schlackenresten und Pflanzenbewuchs.

### Langertbrunnen (7)
Entlang von Forellenzucht, neoromanischer Kirche St. Peter und Paul, Scheerermühle, Versöhnungskirche und Rathaus geht es ins Wolfertstal. Dort entspringt auf 529 m ü. NHN der Langertbach, der nach wenigen Metern in den Gutenbach mündet. Hier befindet sich ein in den 1980er Jahren auf Privatinitiative errichteter Wasserspielplatz mit Wassertretanlage. Der Langertbrunnen wird auch Schlachtquelle genannt.
Der Felsen oberhalb des Langertbrunnens ist der Langertstein (→ Lage). Er ist über einen schmalen und teilweise sehr steilen Wanderweg, der an dem Feldkreuz vorbeiführt, zu erreichen und bietet auf 610 m ü. NHN eine Aussicht ins Wolferts- und Kochertal. In der Westwand des Felsens befindet sich der Eingang der Langertsteinhöhle, deren Gang etwa zehn Meter weit in den Felsen führt. Vom Langertstein aus gelangt man auf bequemen Schotterwegen an der Oberen Schlachtquelle vorbei zurück ins Tal.

### Obere Schlachtquelle (7a)
Fünfhundert Meter talaufwärts liegt auf 590 m ü. NHN die Obere Schlachtquelle. Sie bewässert ganzjährig die Schlachthülbe. Das aus der Hülbe abfließende Wasser versickert aber gleich unterhalb davon.

### Hungerbrunnen (8)
Der Hungerbrunnen im Wolfertstal ist auf 525 m ü. NHN der Ursprung des Gutenbachs. Nach der Schneeschmelze und Starkregen sprudelt hier das Wasser aus zahlreichen Quellen mitten auf der Wiese. 1,3 Kilometer talaufwärts Richtung Essingen steht das Eichertbrünnele, aus dessen Gebiet dem Hungerbrunnen nach Regen und Schneeschmelze zusätzliches Oberflächenwasser zufließt.

### Neubrunnen (9)
Das Wasser dieses früher offenen Brunnens auf 520 m ü. NHN soll laut Informationstafel seitlich in den Gutenbach fließen. Es ist jedoch an dieser Stelle kein Zufluss in den Gutenbach erkennbar.

### Luggenlohbrunnen (10)
Die Fassung des Luggenlohbrunnens auf 508 m ü. NHN liefert mit bis zu 300.000 m³ pro Jahr die Hälfte des Oberkochener Trinkwasserbedarfs. Das Einzugsgebiet ist völlig bewaldet und liefert stets einwandfreies Wasser, das allerdings durch das Kalkgestein eine hohe Wasserhärte hat.

### Katzenbachquelle (11)
Die Quelle des Katzenbachs auf 518 m ü. NHN entspringt südwestlich des Städtischen Friedhofs.

### Ölweiher (12)
Der Ölweiher ist die Quelle des Roten Kochers und liegt auf 500 m ü. NHN in einer nicht frei zugänglichen Parkanlage im Gelände der Firma Leitz GmbH & Co. KG. Er wird aus mehreren Quellen gespeist und ist der Ursprung des Roten Kochers, der ab dem Weiher verrohrt ist und dann bereits nach 150 Metern in den Schwarzen Kocher mündet.

### Europäische Wasserscheide (6)
Vor der Querung der Bundesstraße 19 überschreitet man die Europäische Hauptwasserscheide. Sie verläuft 350 Meter nördlich des Seegartenhofes auf 507 m ü. NHN quer durch das Durchbruchstal der Urbrenz und trennt die Einzugsgebiete des in die Nordsee mündenden Rheins und der in das Schwarze Meer mündenden Donau.

### Ziegelbachquelle (15)
Bei der Ziegelhütte entspringt auf 506 m ü. NHN der Ziegelbach, der in die Brenz fließt.

### Tiefental (14)
Das fünf Kilometer lange Tiefental, auch Tiefes Tal genannt, ist ein Trockental. 2,5 Kilometer talaufwärts entspringt auf 570 m ü. NHN die nie versiegende Hubertusquelle. Diese speist einen kleinen Weiher. Das dort abfließende Wasser versickert nach wenigen hundert Metern. Laut Informationstafel soll dieses Wasser bei hohem Wasserstand an der Fleinquelle am unteren Ende des Tals austreten. Allerdings ist am unteren Ende des Tiefentals nichts von einer solchen Quelle zu erkennen. Das Tiefental entwässert oberflächlich in den Kocher, in der Tiefe jedoch in die Brenz.

### Kocherursprung (13)
Zurück am Ausgangspunkt.

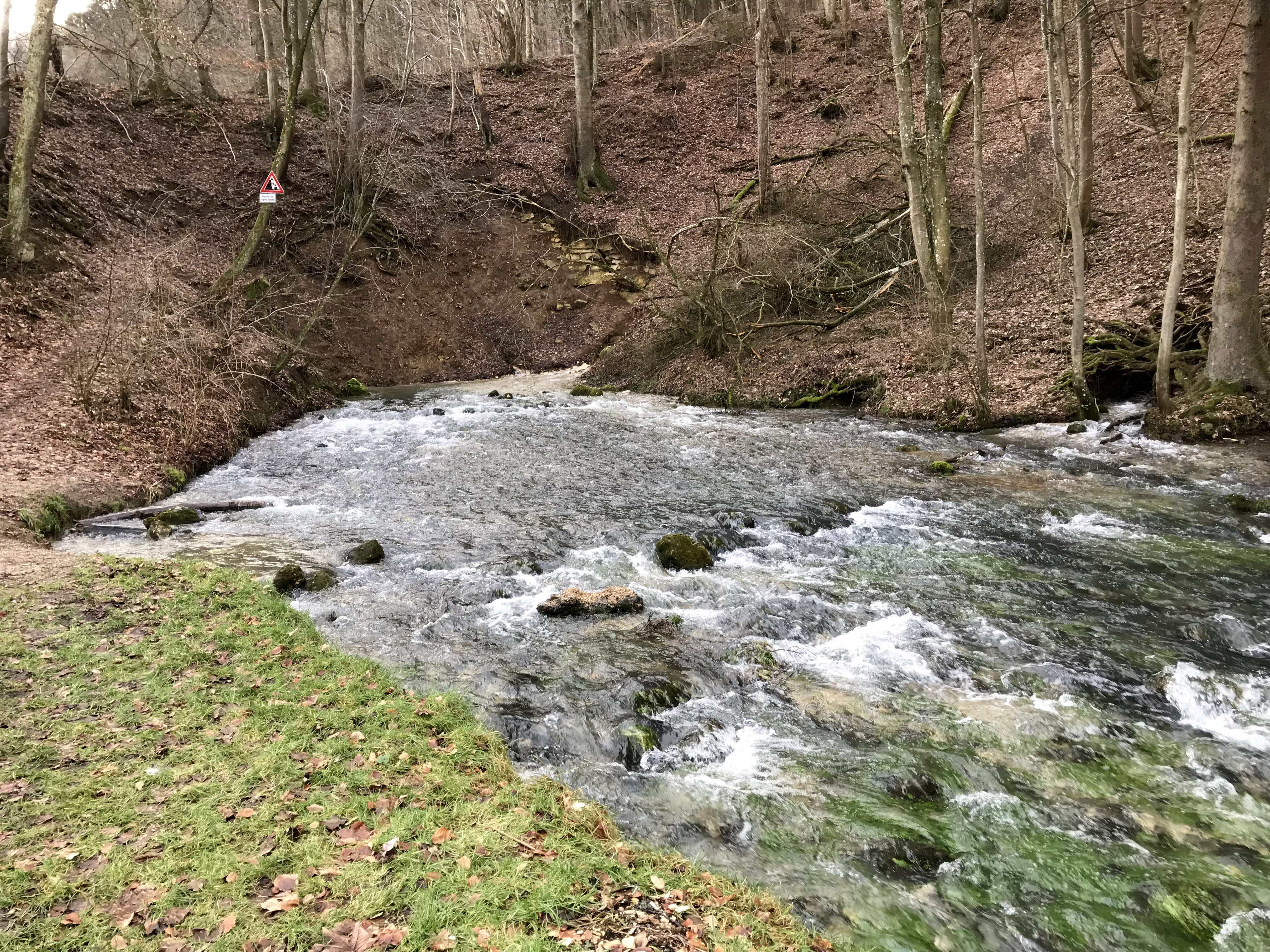
Kocherursprung
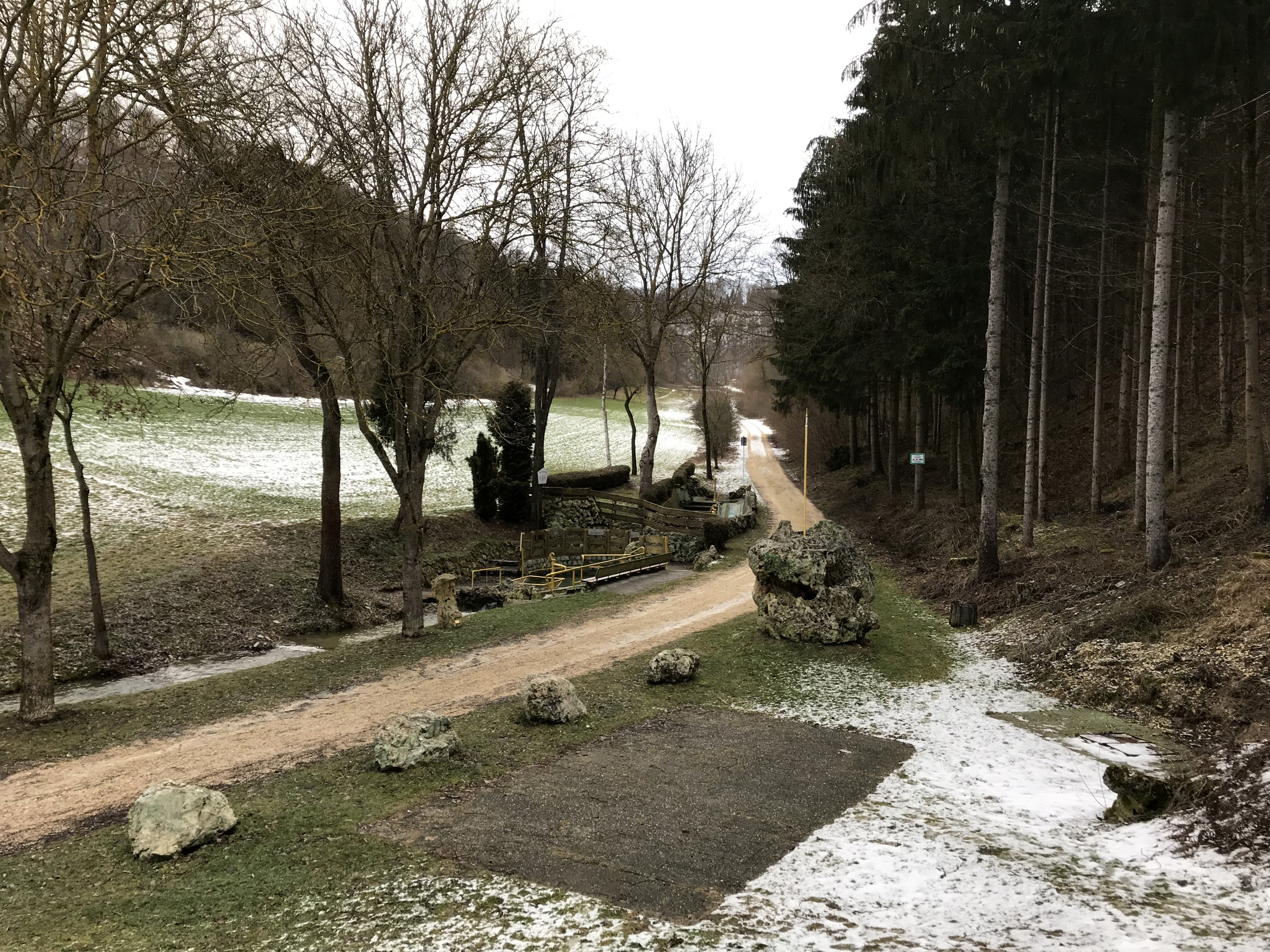
Langertbrunnen mit Wasserspielplatz
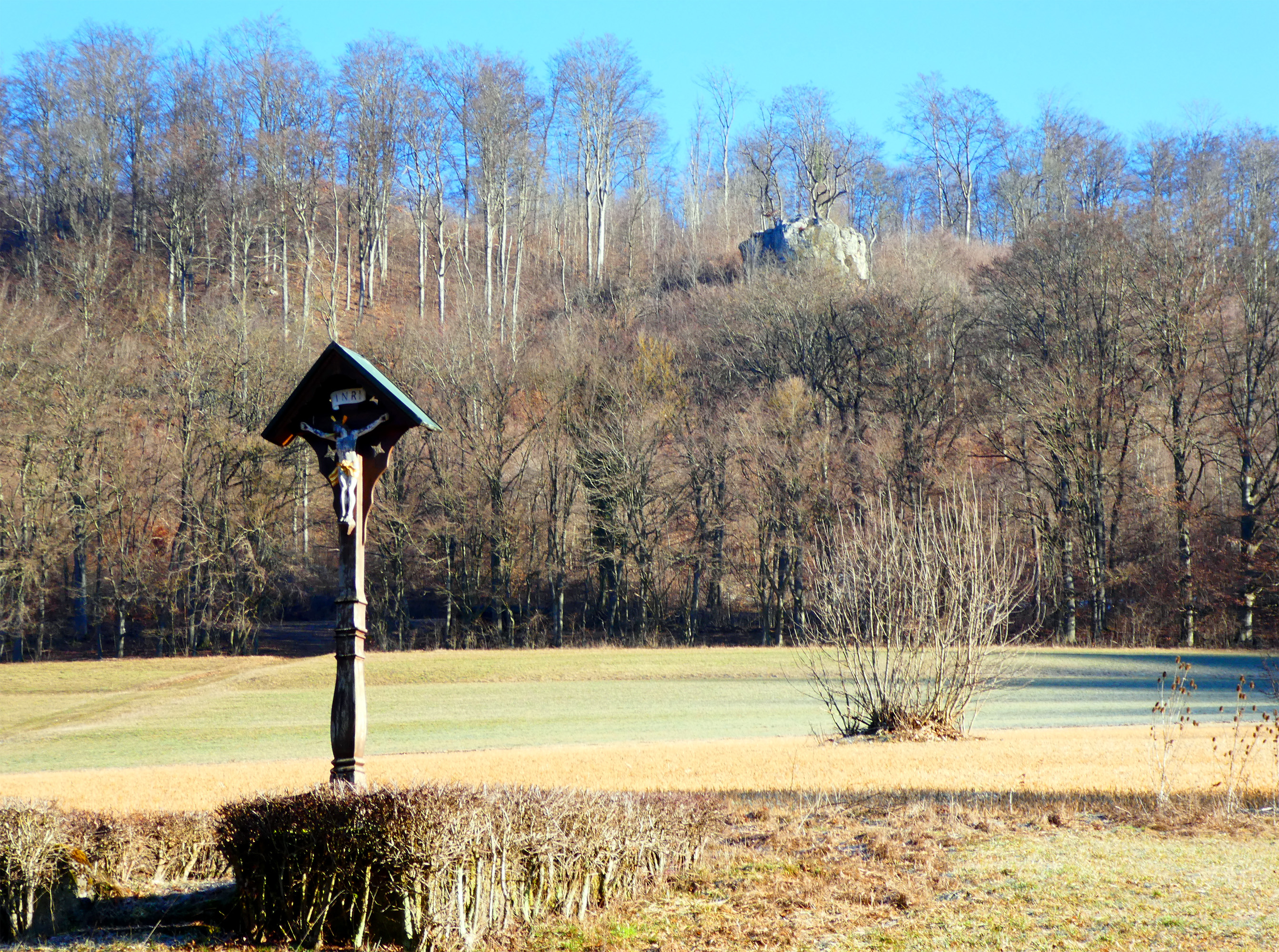
Langertstein
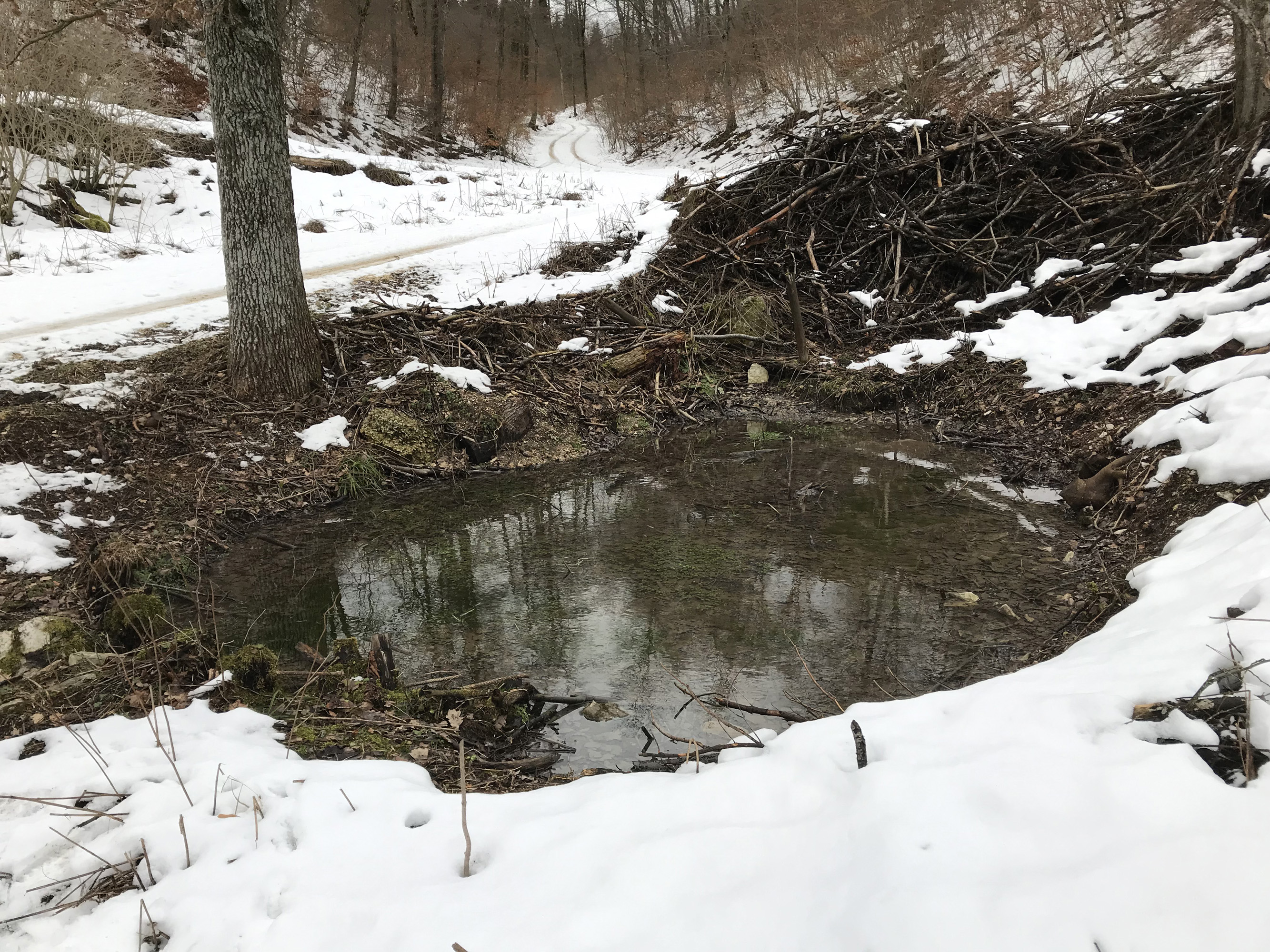
Obere Schlachtquelle
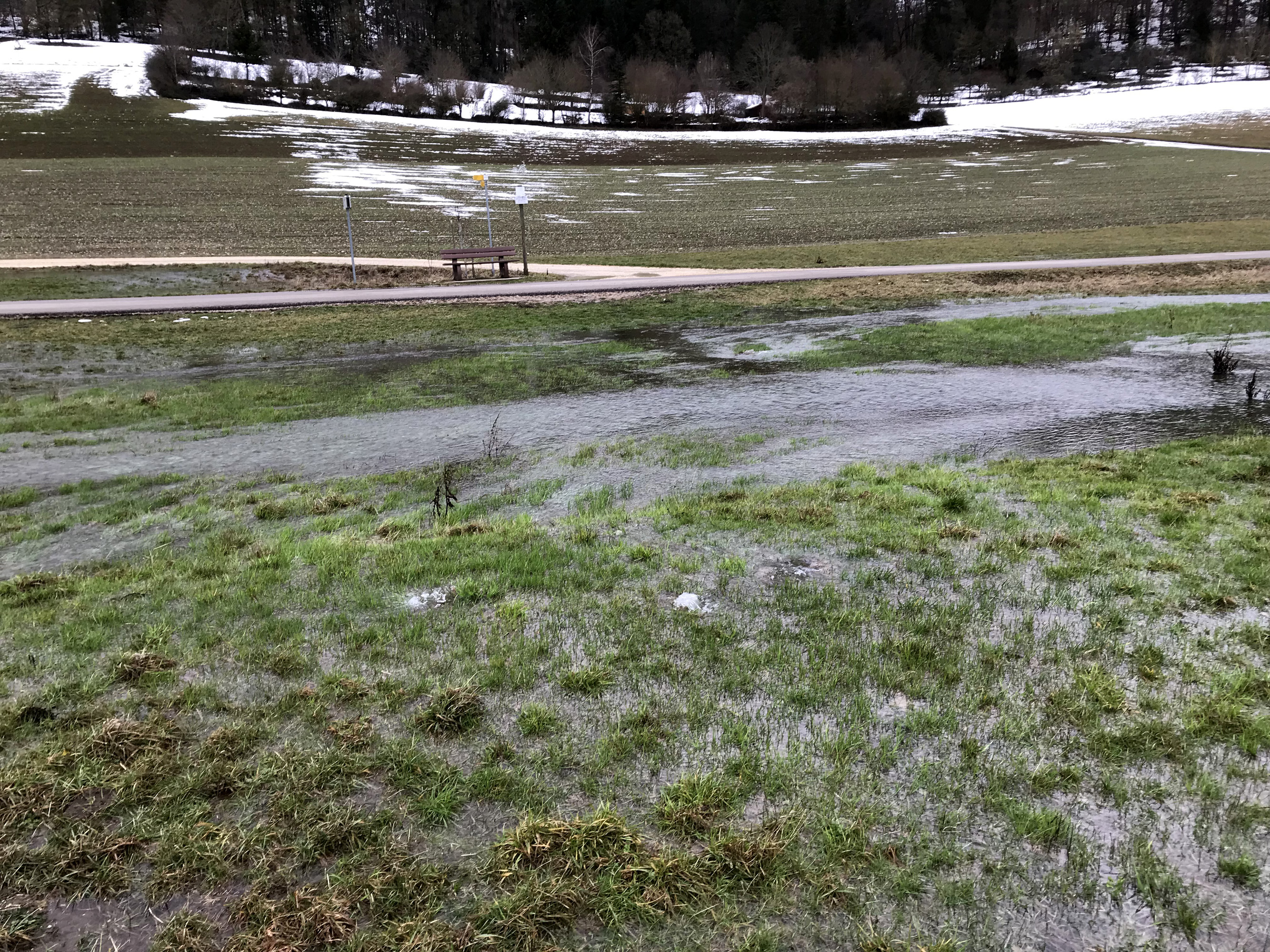
Im Hungerbrunnen sprudelt das Wasser an verschiedenen Stellen direkt aus der Wiese
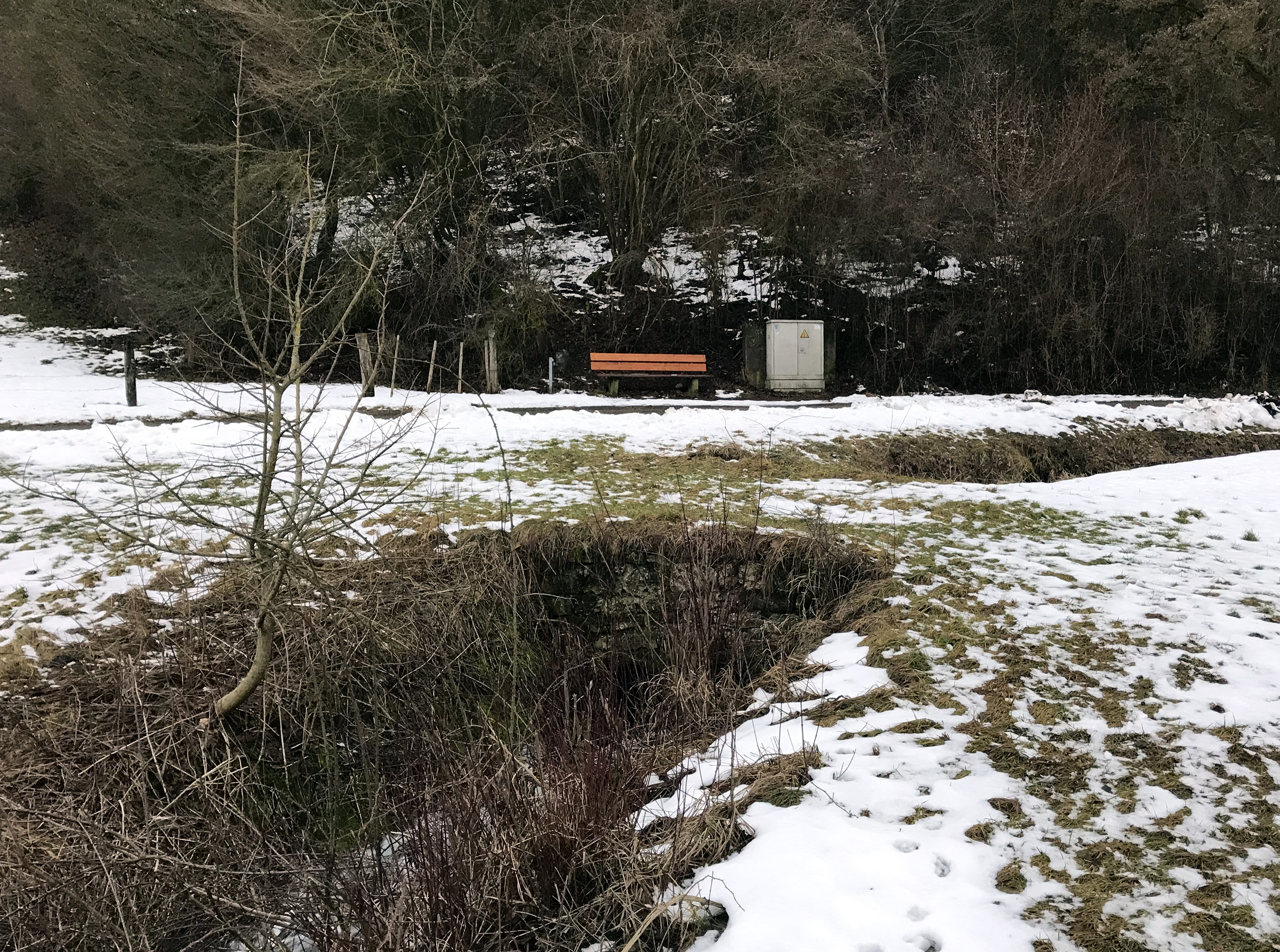
Beim Neubrunnen
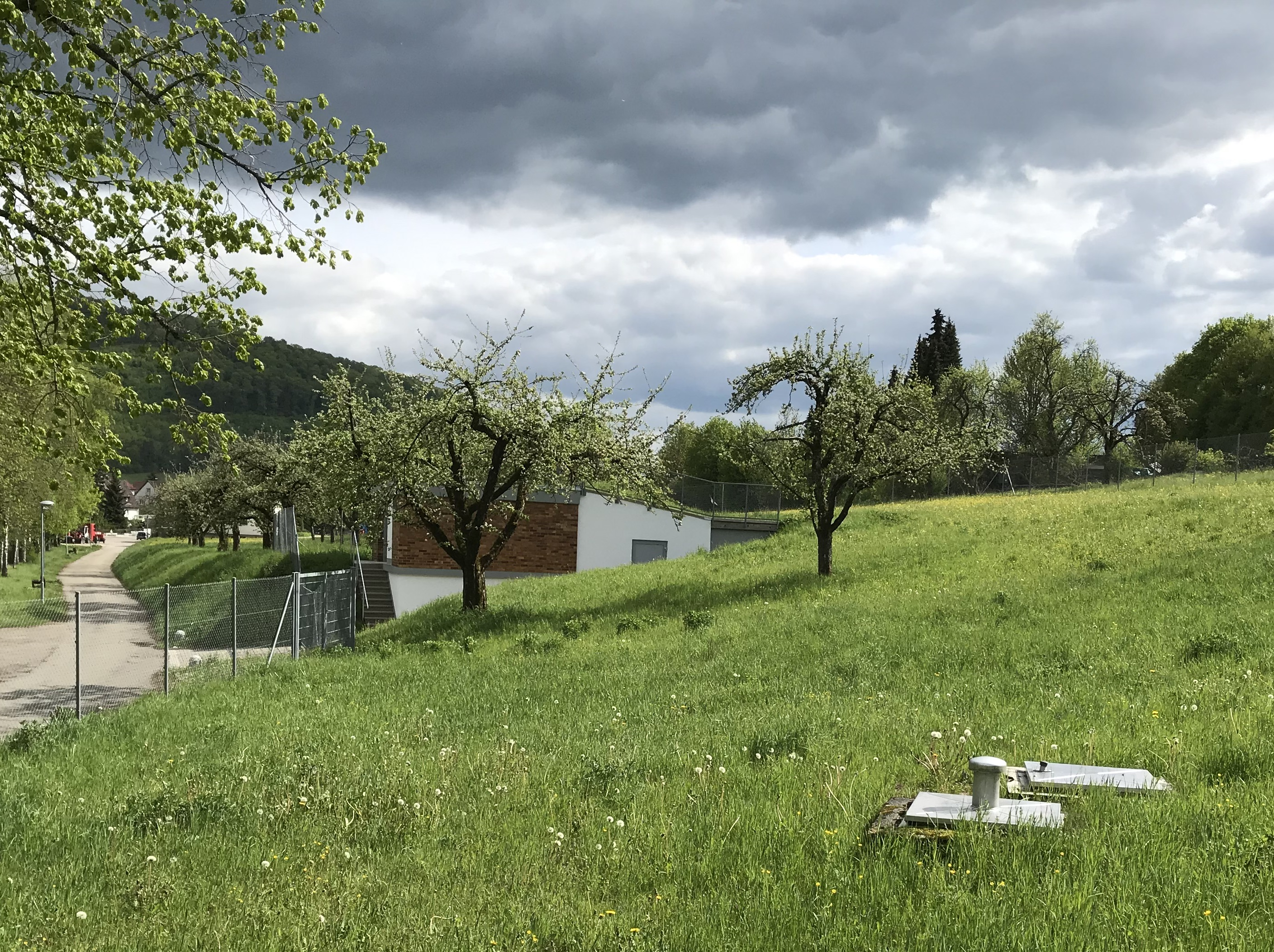
Luggenlohbrunnen
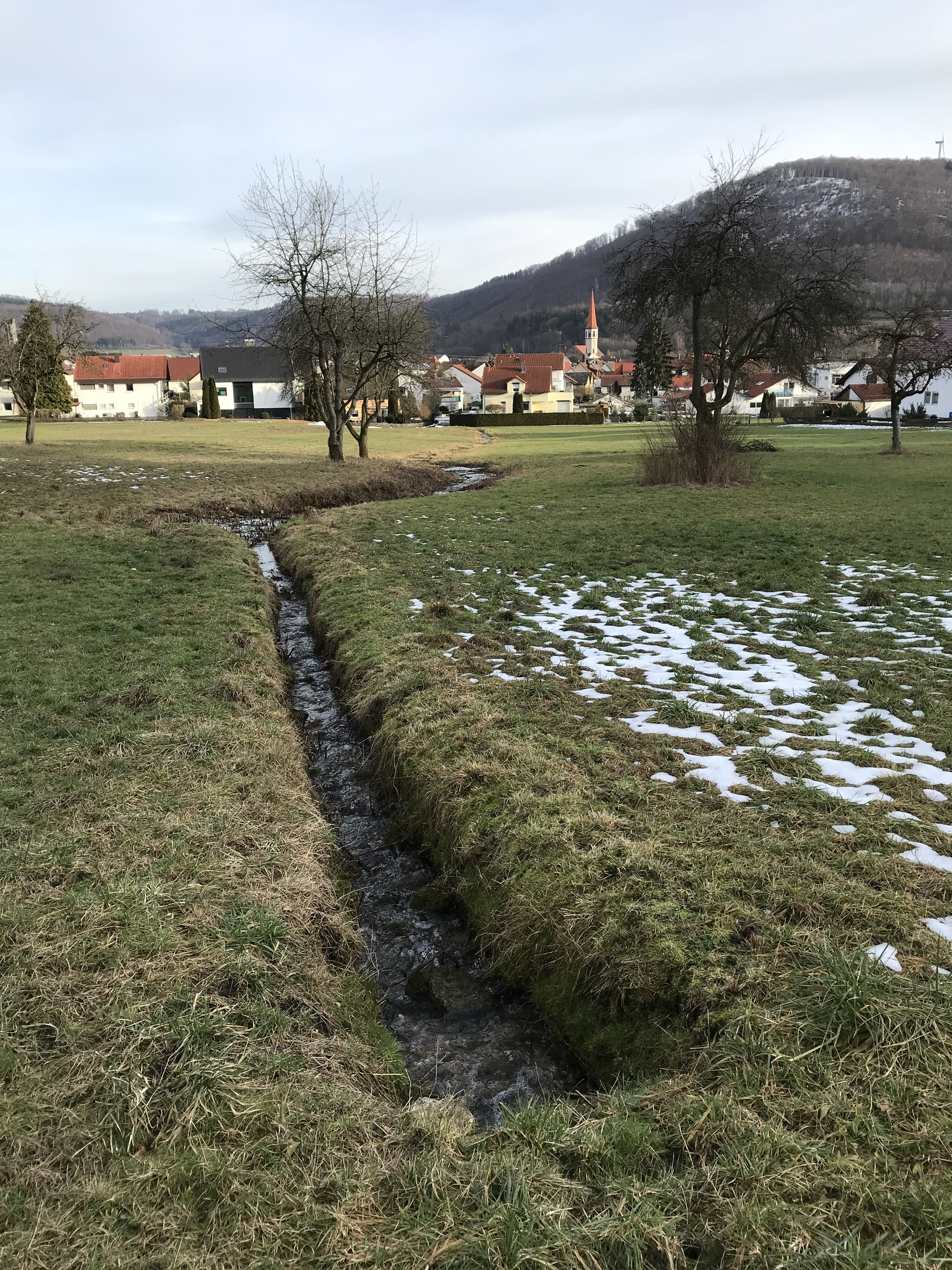
Katzenbachquelle
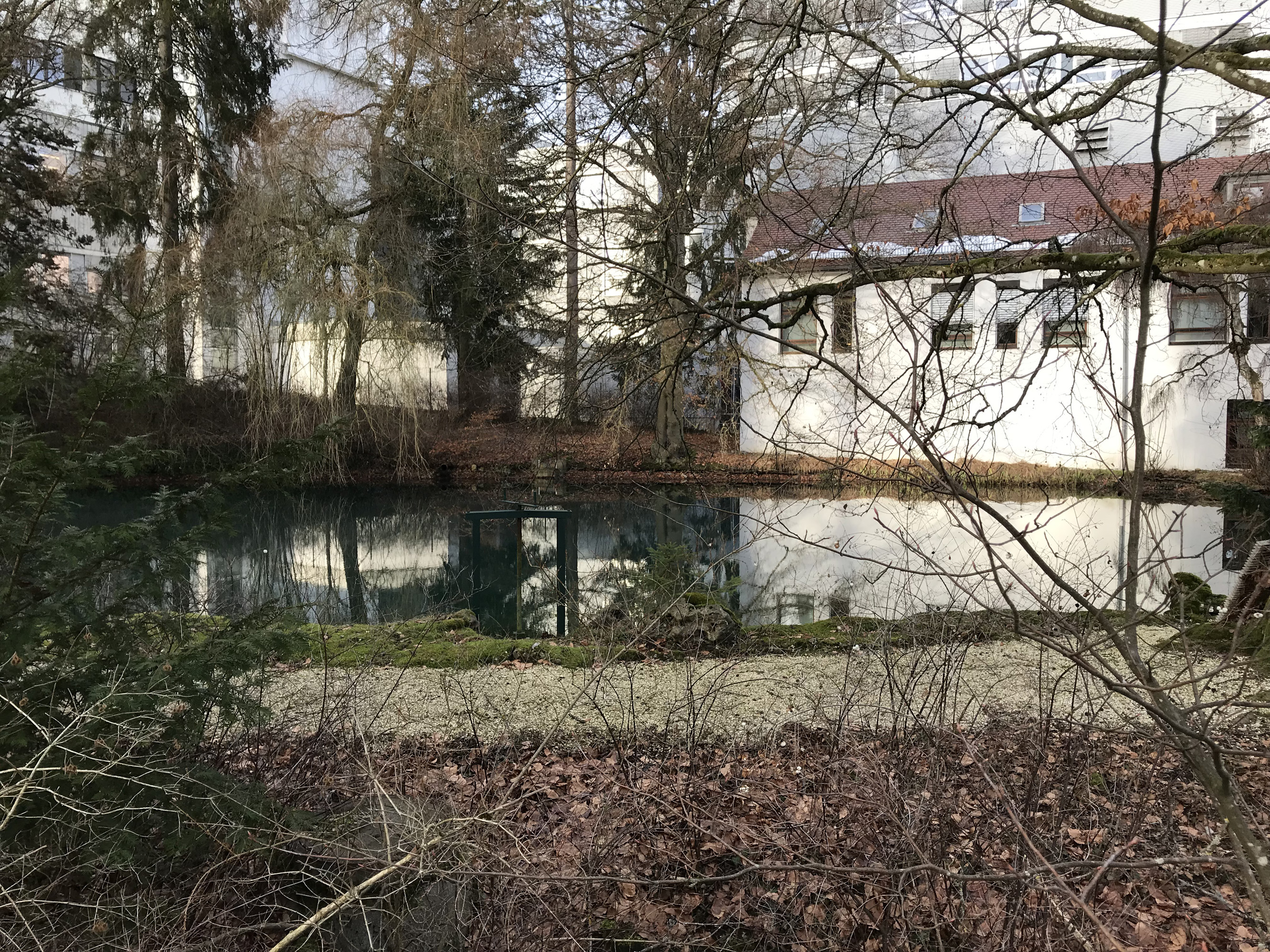
Ölweiher
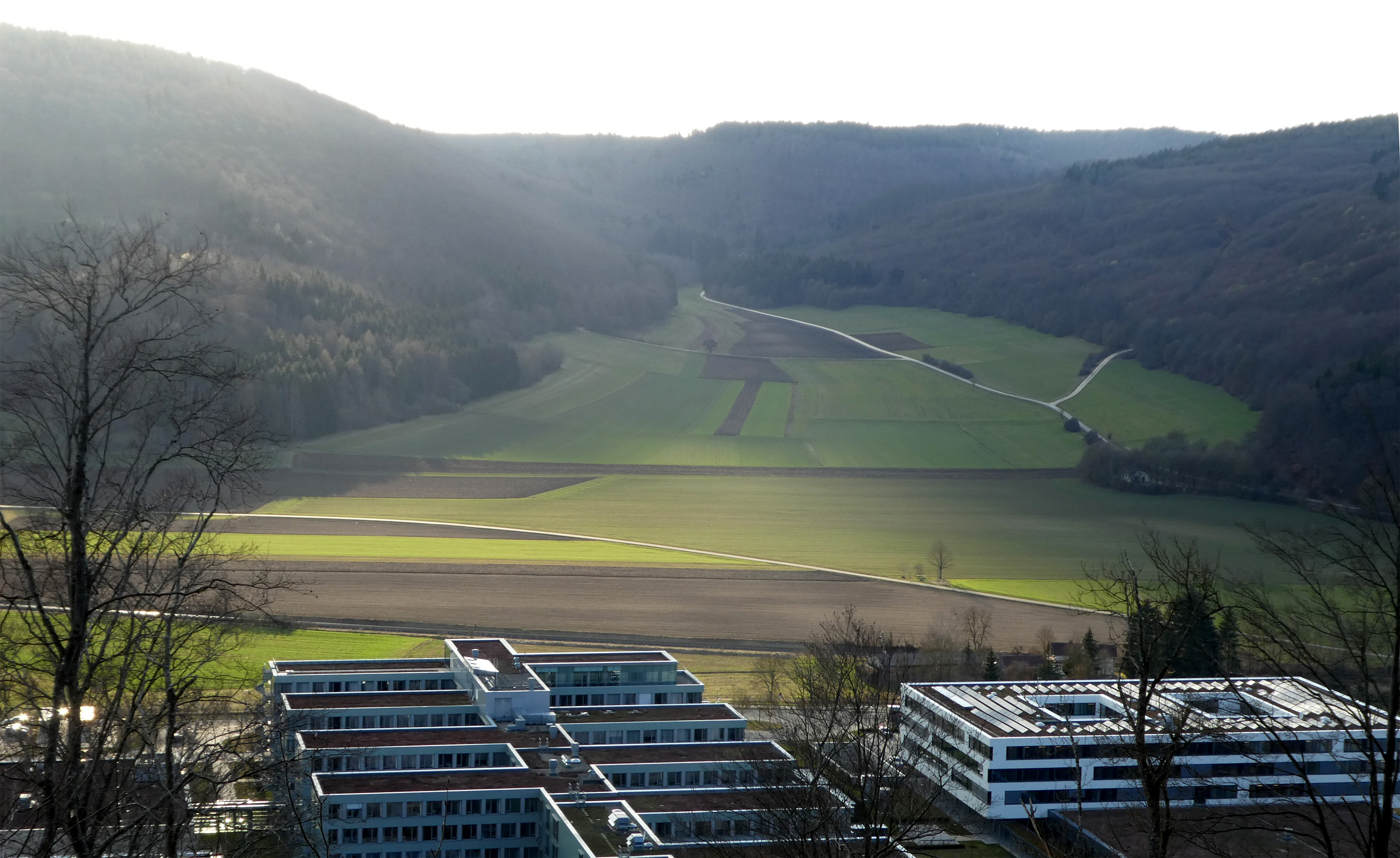
Tiefental, im Vordergrund das Industriegebiet Oberkochen Süd I
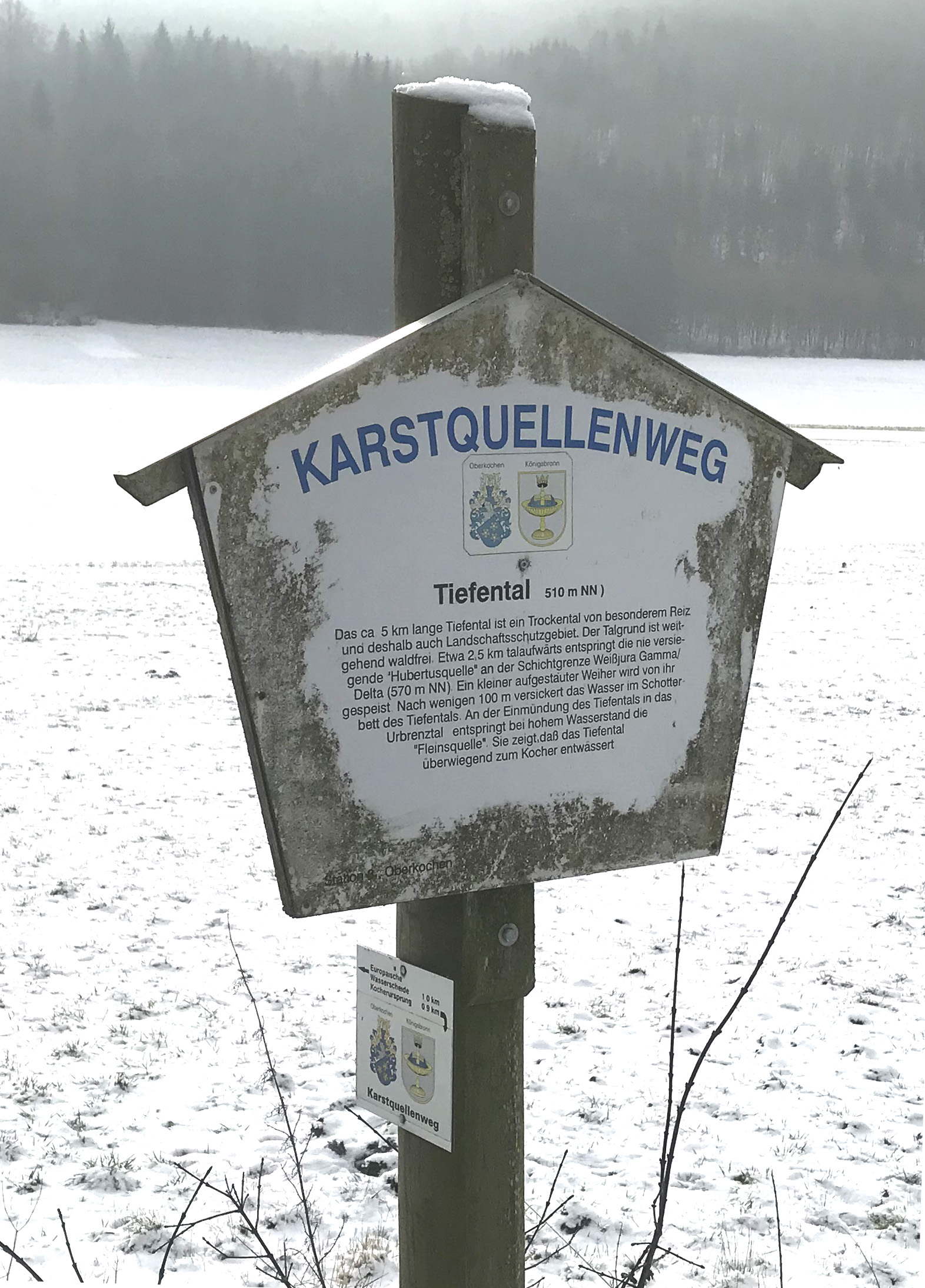
Ältere Version einer Infotafel mit Wegweiserschild im Tiefental

## Weitere Karstquellen

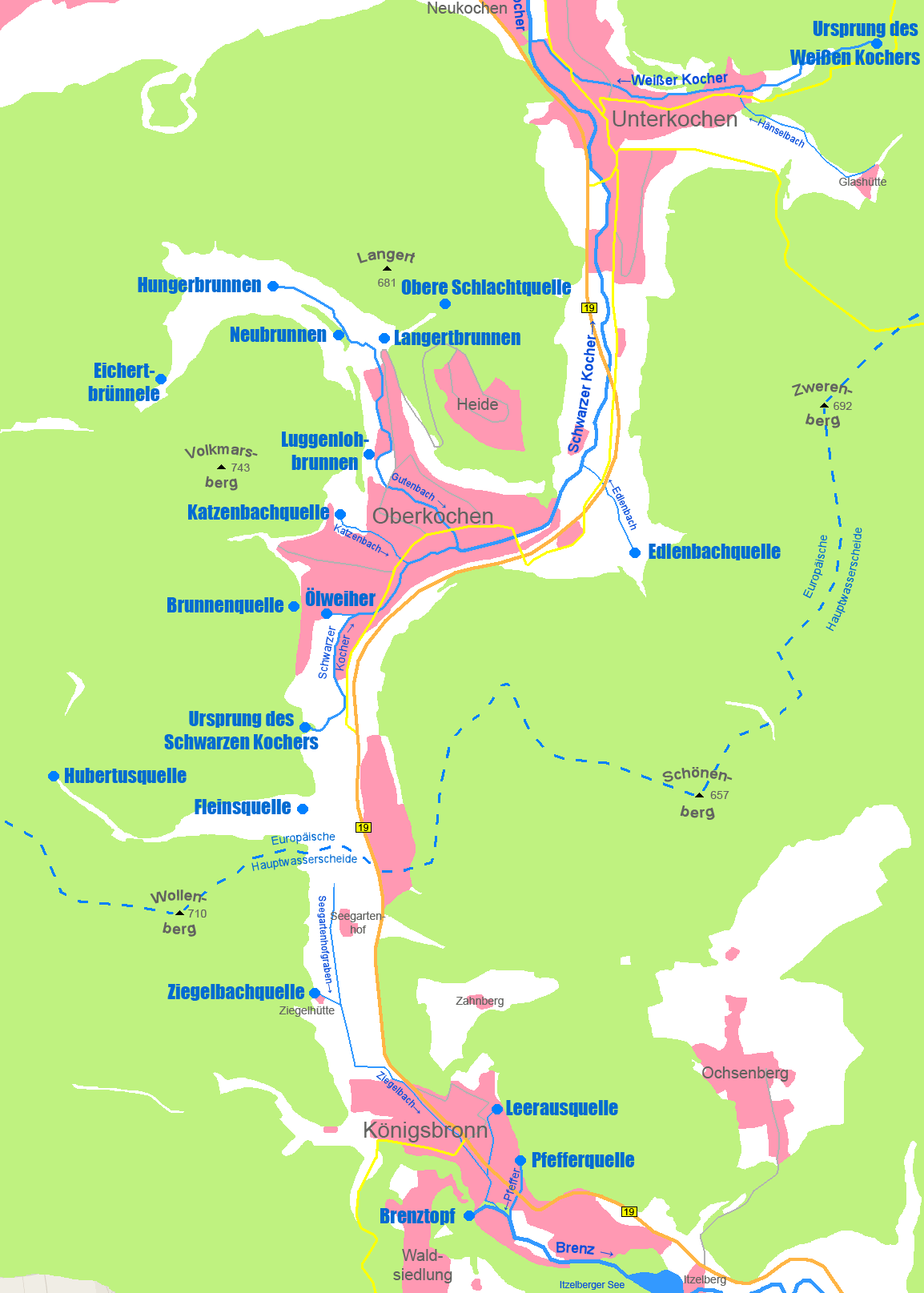
Alle Karstquellen am Schwarzen Kocher und am Oberlauf der Brenz

Nicht auf dem Karstquellenweg liegen folgende Karstquellen:

### Hubertusquelle
Im Tiefental, dessen Einmündung in das Urbrenztal am Karstquellenweg liegt, entspringt 2,5 Kilometer talaufwärts die nie versiegende Hubertusquelle. Deren Wasser speist einen wenige Meter von der Quelle entfernten rund 15 Meter breiten Quellteich. Das in einem schmalen Bach abfließende Wasser versickert nach wenigen hundert Metern im verkarsteten Schotterbett des Tiefentals.

### Brunnenquelle
Die Brunnenquelle entspringt im Hang der Brunnenhalde oberhalb des Zeppelinwegs (→ Lage) mitten im Wald und ist schwer zugänglich. Das Wasser dieser auch nach der Schneeschmelze wenig ergiebigen Quelle fließt zunächst in einer leichten Schlangenlinie steil bergab bis zu einem Wanderweg. Ab dort fließt es mit geringem Gefälle in einer Rinne neben dem Wanderweg in Richtung Norden bis zum Wanderparkplatz und verschwindet dort in der Kanalisation.
Vierzig Meter oberhalb der Brunnenquelle befindet sich die Brunnenhöhle (→ Lage). Ihr Eingang liegt am Fuß des Brunnensteins, eines unscheinbaren Felsens oberhalb eines steilen Holzabfuhrwegs. Mit einer Länge von 145 Metern ist sie die längste Höhle im Ostalbkreis. 1977 und 1978 wurden ein kleiner Höhlenbach und zwei Höhlenseen mit sehr reichen Tropfsteinvorkommen entdeckt. Die Höhlengänge wurden vor Millionen Jahren durch einen größeren Höhlenbach geschaffen, der die Klüfte in den Weißjura-Kalkbänken aufweitete. Die Brunnenhöhle ist ein geschütztes Naturdenkmal.

### Eichertbrünnele
Dieser Holzbrunnen steht im Wolfertstal 1,3 Kilometer talaufwärts vom Hungerbrunnen am Weg nach Essingen (→ Lage). Nach starken Niederschlägen und nach der Schneeschmelze fließen aus dem Gebiet dieses Brunnens erhebliche Mengen an Oberflächenwasser in zwei Bächen links und rechts des Weges zum Hungerbrunnen.

### Edlenbachquelle
Der Edlenbach entspringt östlich von Oberkochen auf dem Gelände der Gärtnerei im Langen Teich. Er mündet nach 700 Metern beim Gebäude Kreuzmühle 18 in den Schwarzen Kocher. Er ist dessen letzter Zufluss in der Gemarkung Oberkochen und der einzige, der dort von der rechten Härtsfeld-Seite einmündet.

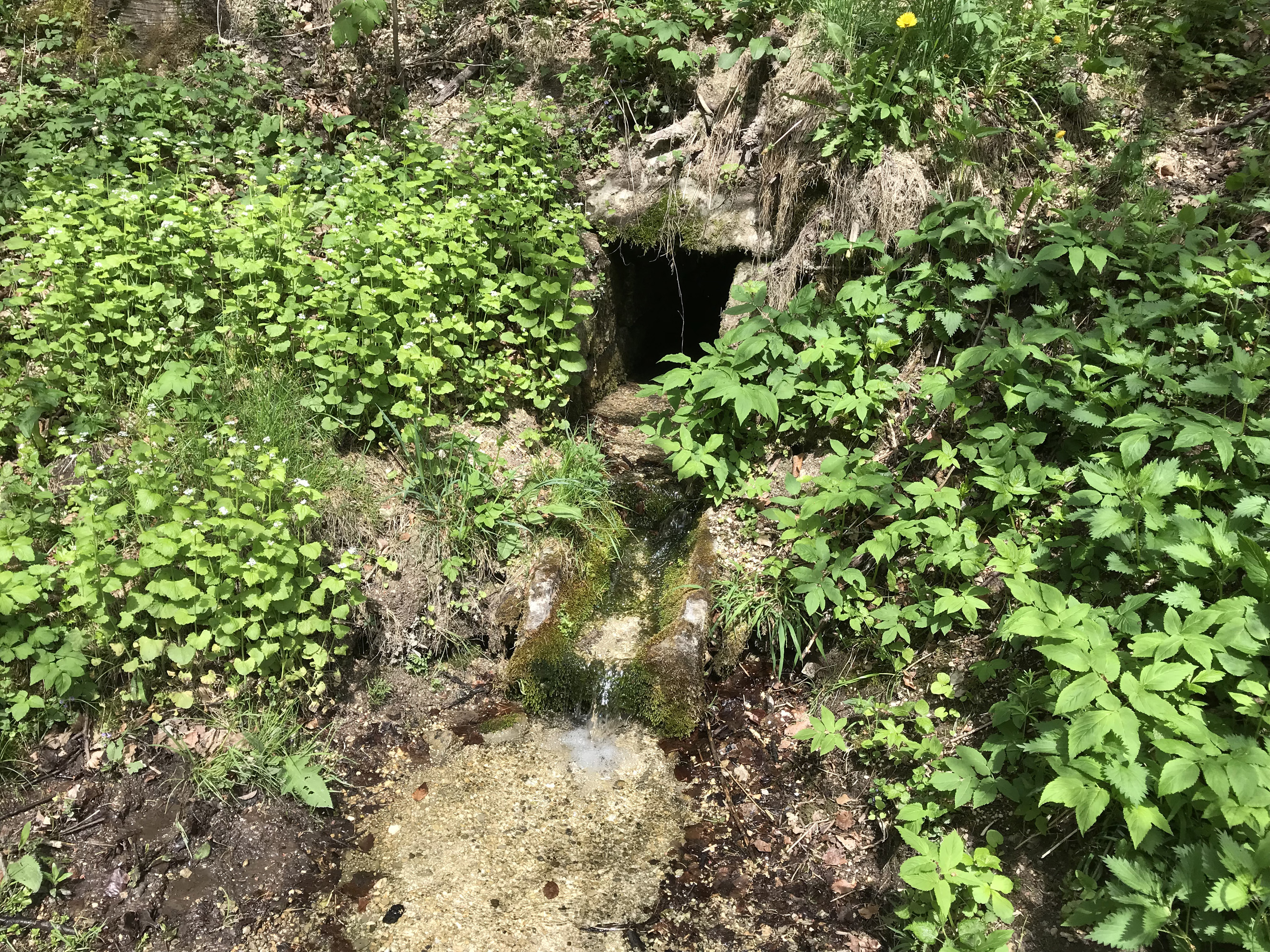
Hubertusquelle
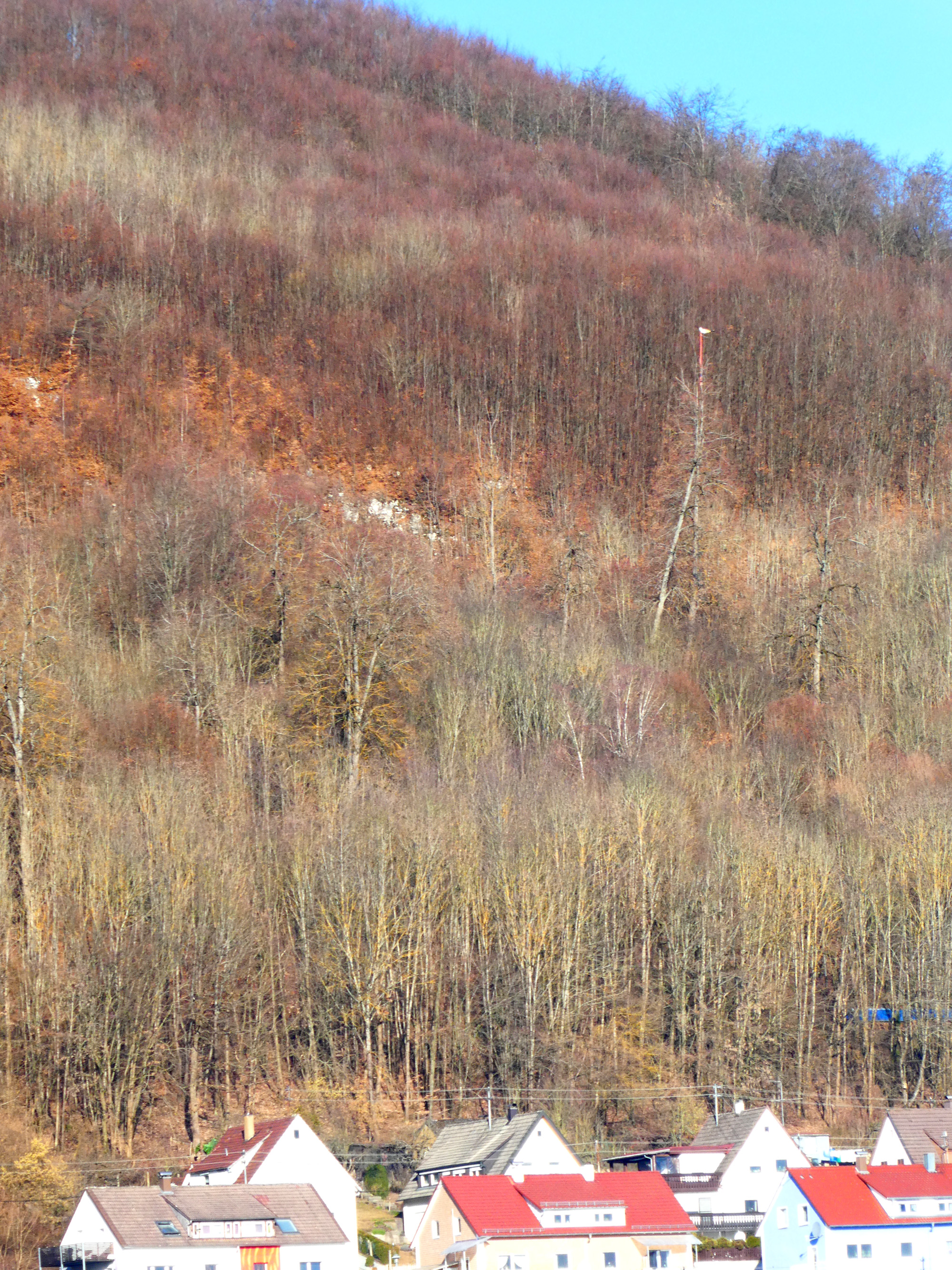
Brunnenstein oberhalb des Zeppelinwegs. Vierzig Meter unterhalb des Felsens befindet sich die Brunnenquelle.
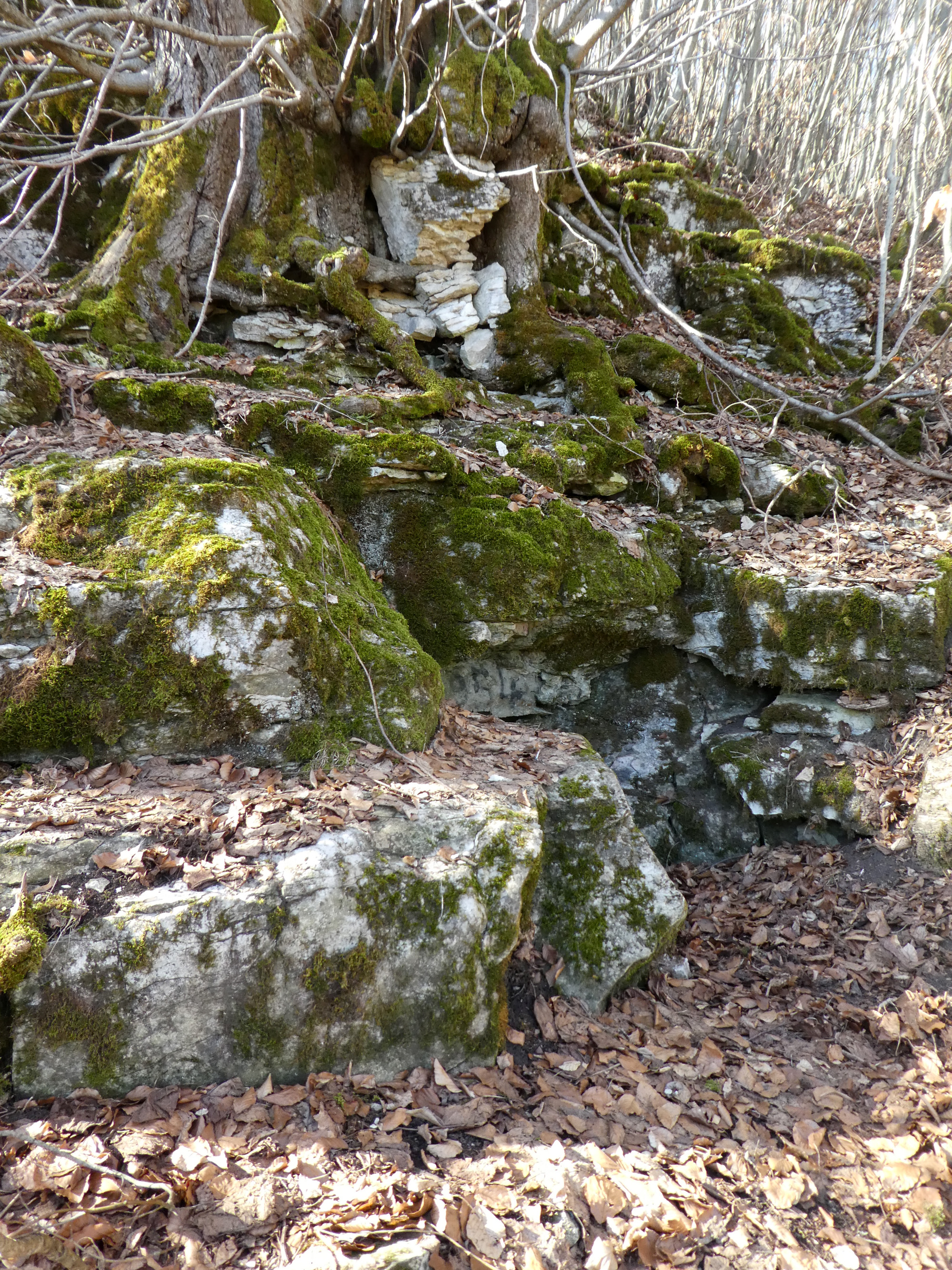
Brunnenstein mit Eingang zur Brunnenhöhle direkt hinter dem vorderen Felsstück
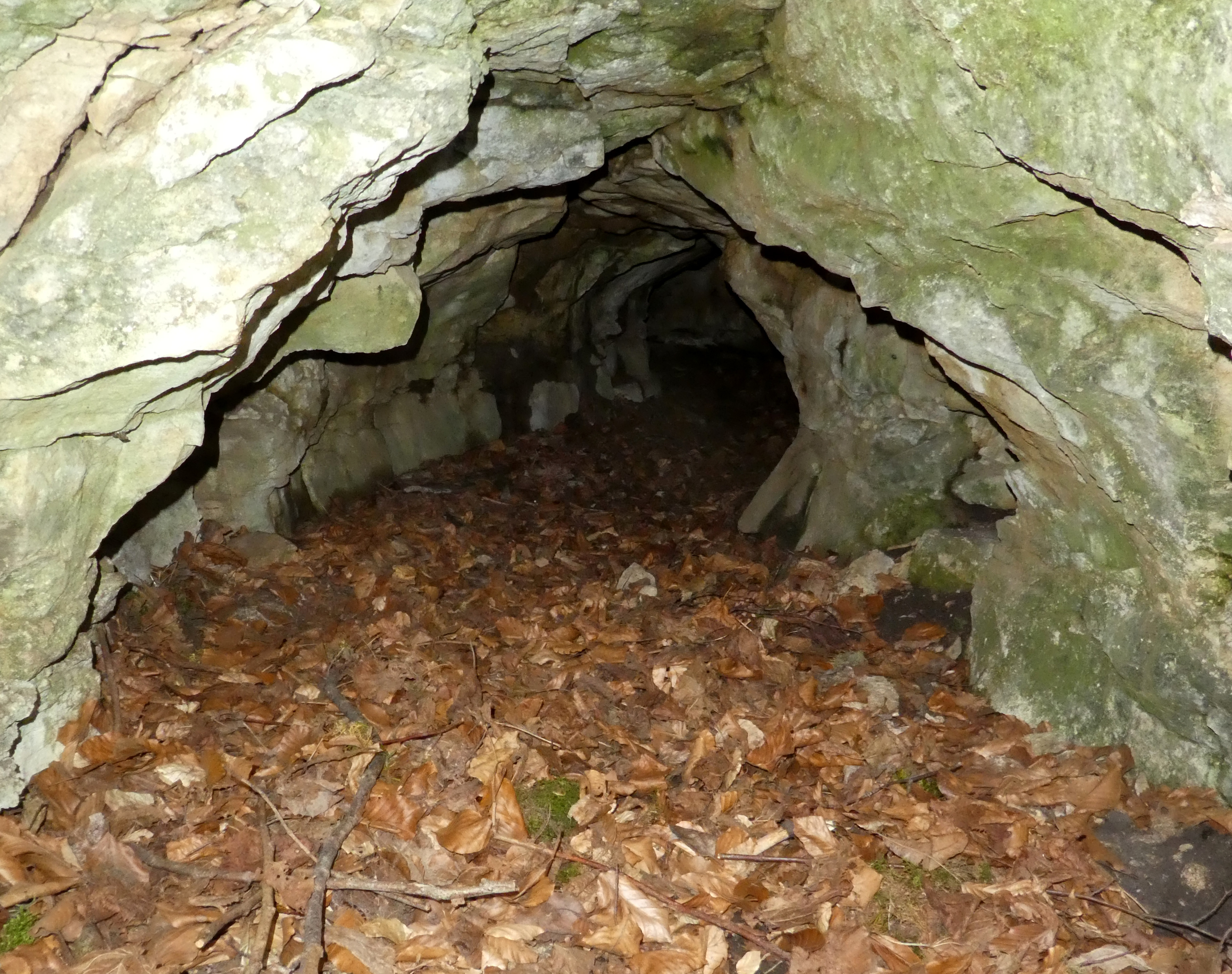
Eingang zur Brunnenhöhle
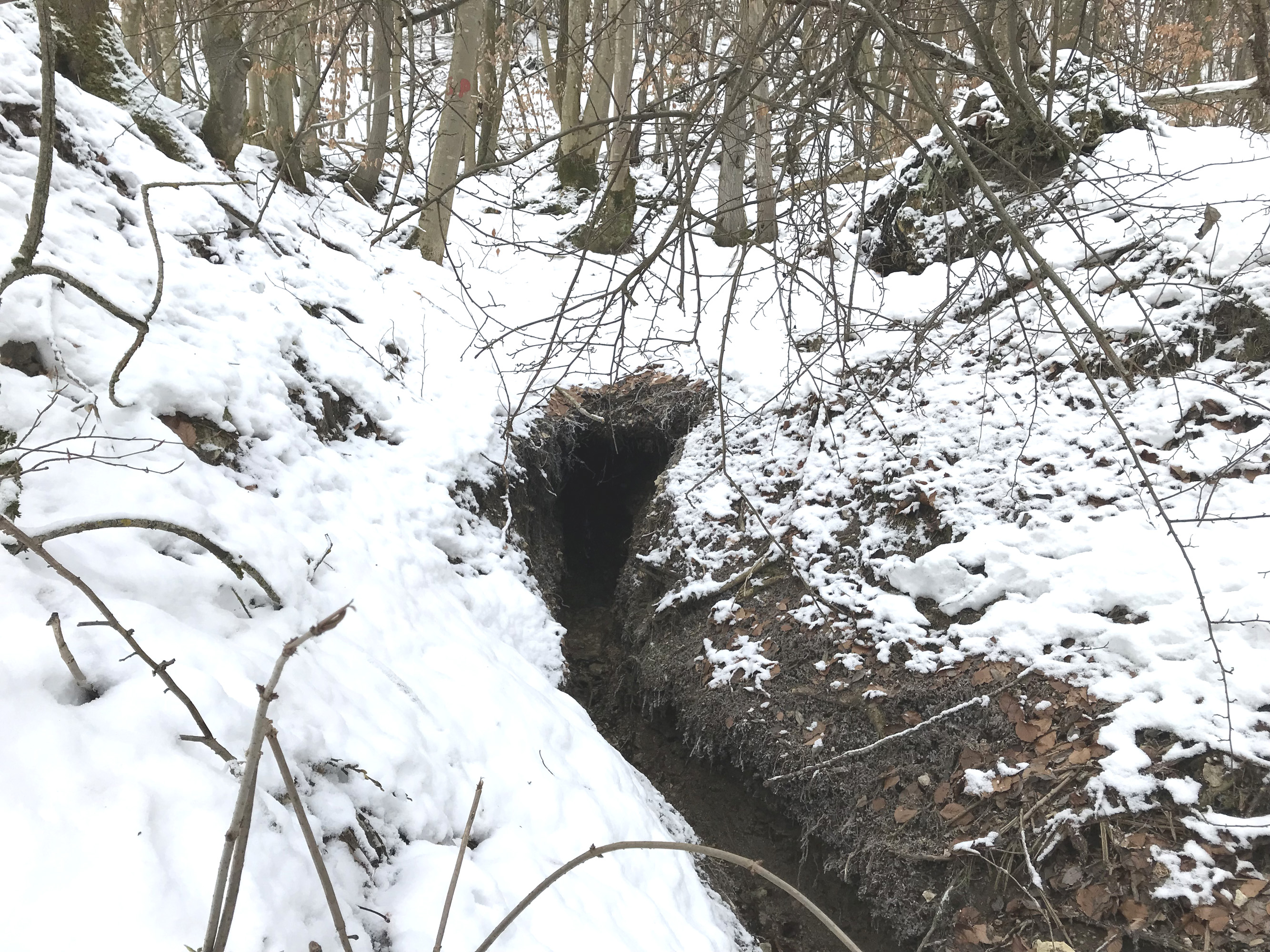
Brunnenquelle
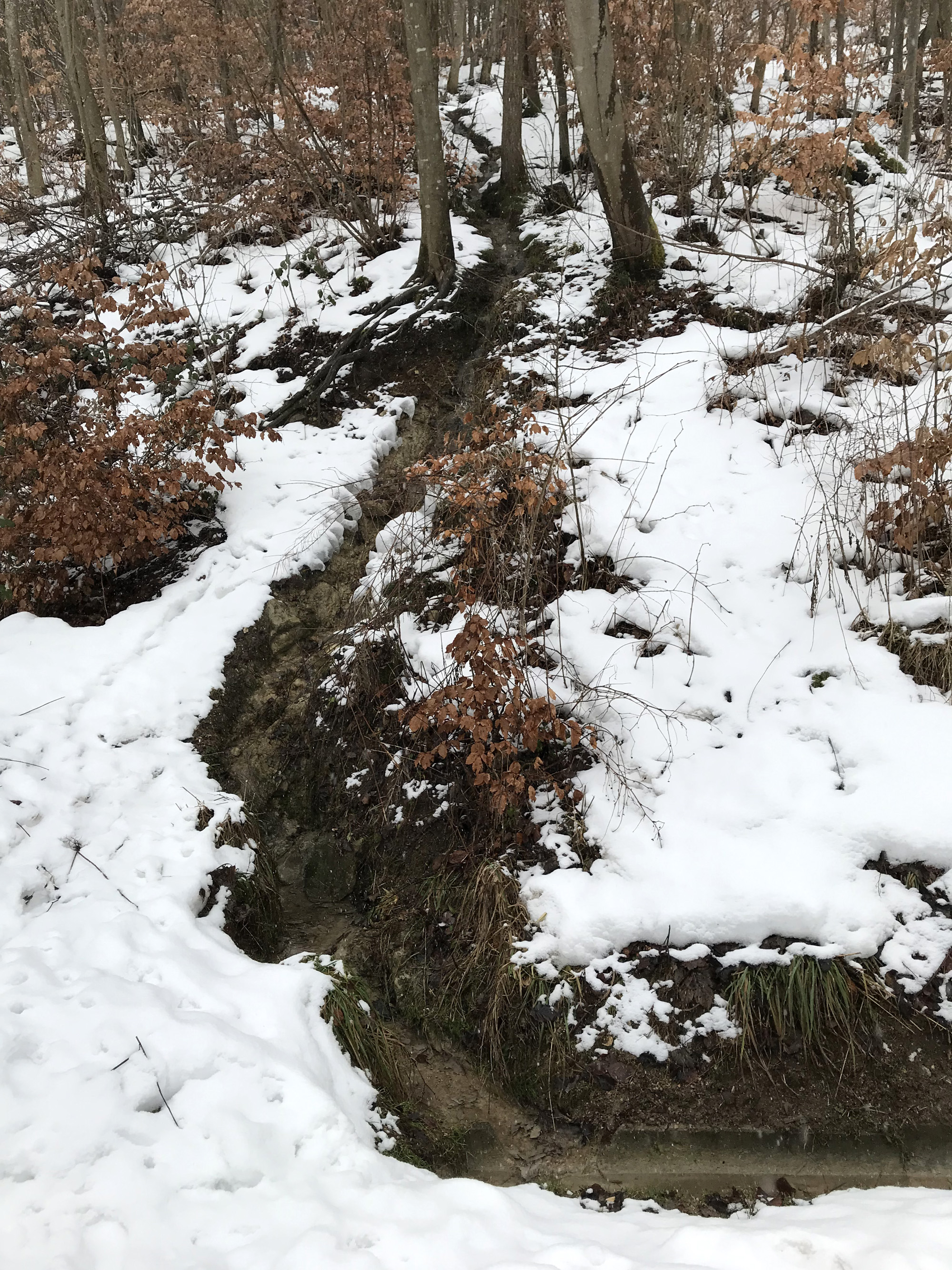
Bachlauf der Brunnenquelle oberhalb des Wanderweges
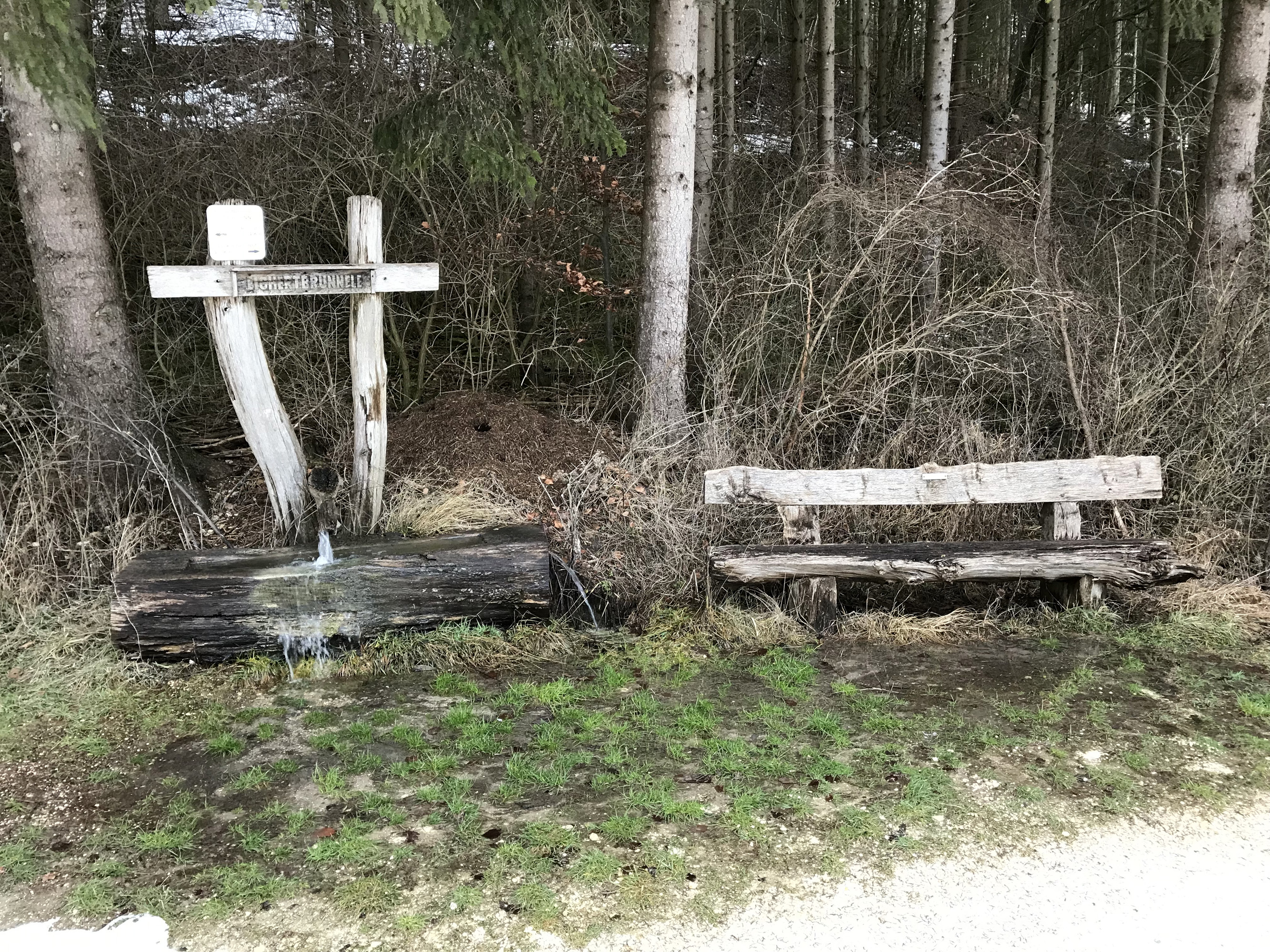
Eichertbrünnele
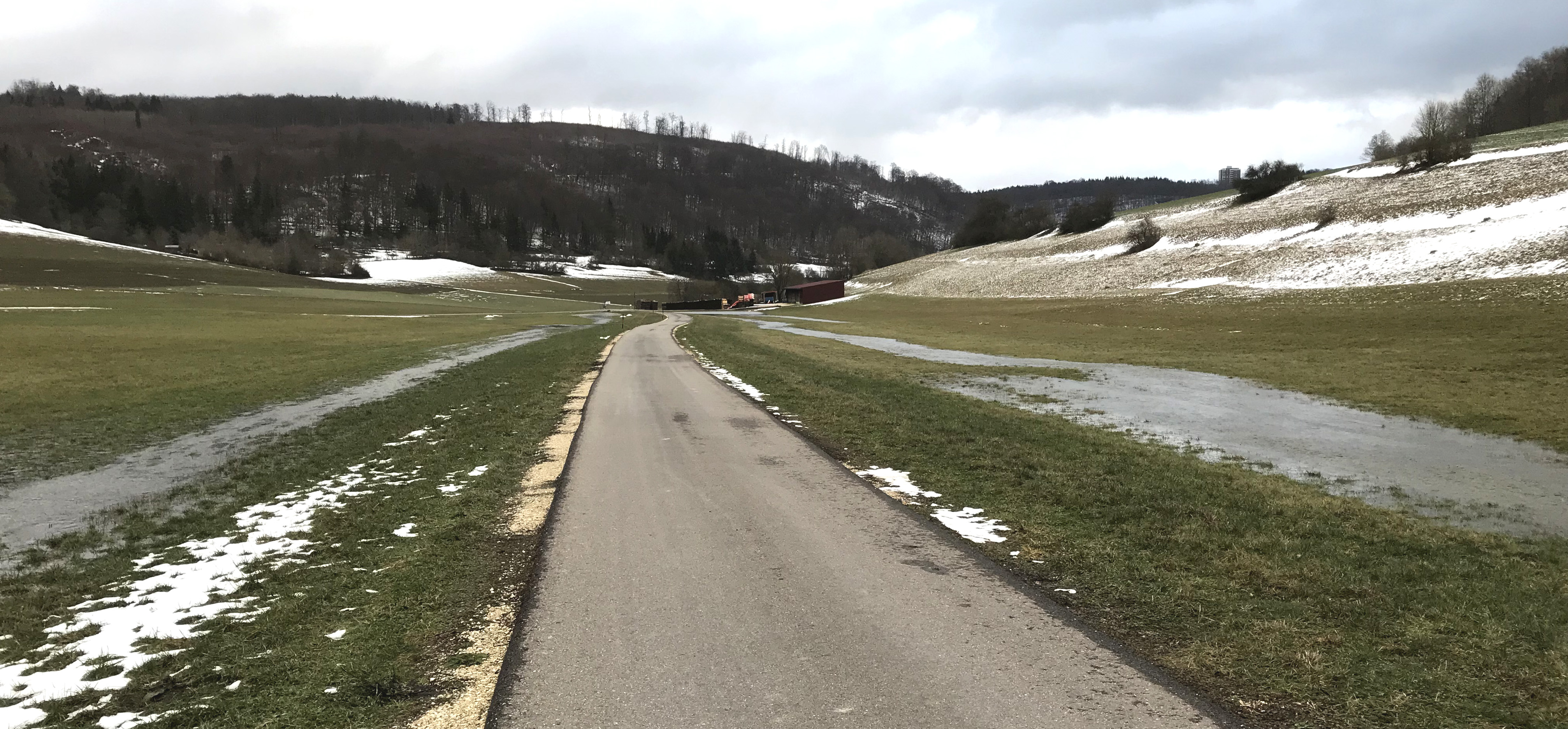
Zwei Bäche fließen nach der Schneeschmelze vom Eichertbrünnele zum Hungerbrunnen
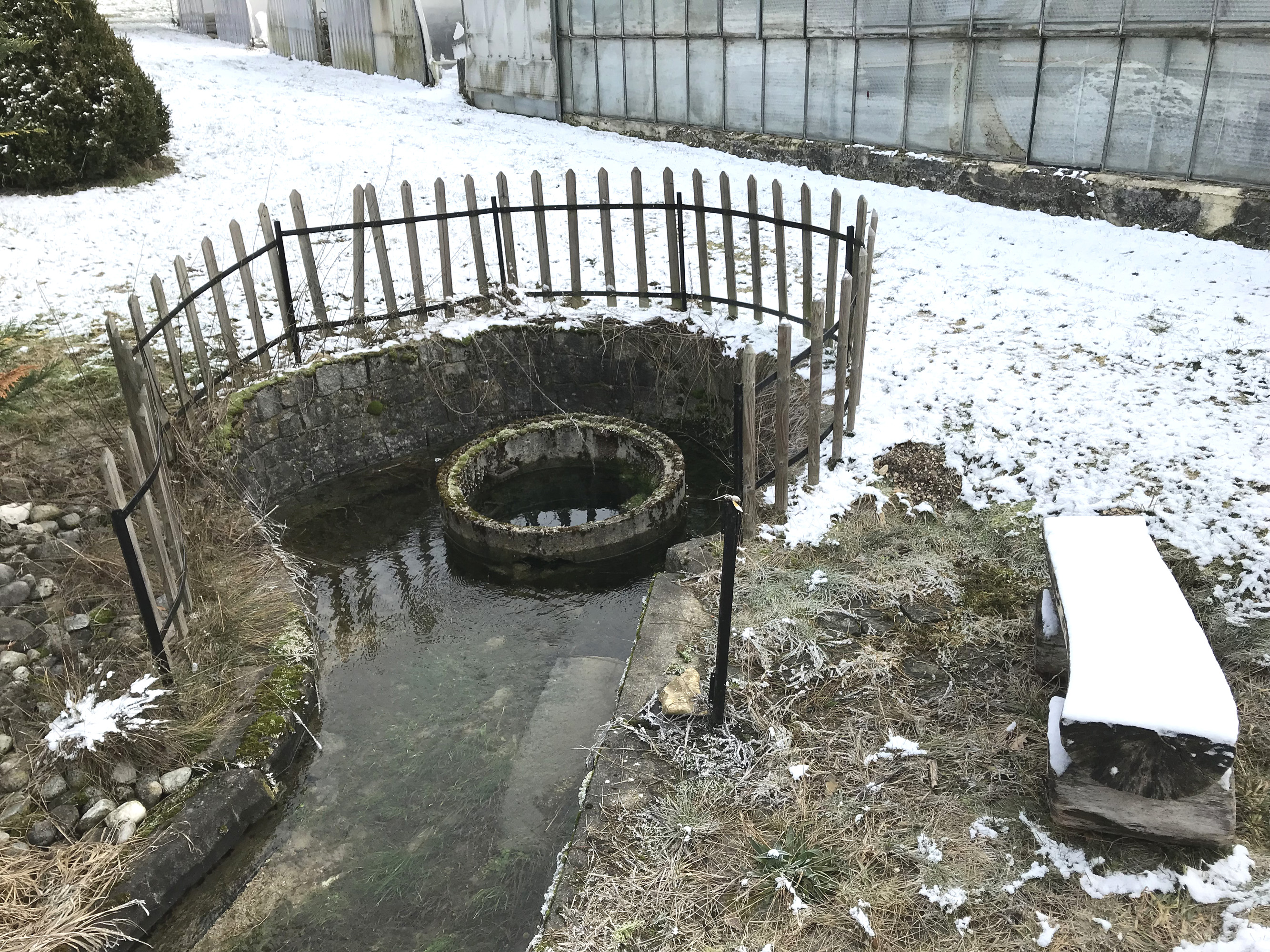
Edlenbachquelle